# MiG–23
A Mikojan–Gurjevics MiG–23 (Микоян–Гуревич МиГ–23) egyhajtóműves, változtatható szárnynyilazású harmadik generációs vadászrepülőgép, melyet a Szovjetunióban fejlesztettek ki, elsősorban a MiG–21 repülőgépek leváltására. Nagy számban gyártották és exportálták. Bonyolult üzemeltethetősége és baleset-veszélyessége miatt ma már csak néhány harmadik világbeli és volt szovjet tagállamban áll szolgálatban. A Magyar Légierőben 1979 és 1997 között állt hadrendben, ezen idő alatt a beszerzett 16 repülőgépből öt zuhant le, öt pilóta halálát okozva. A Szovjet Hadsereg Déli Hadseregcsoportjának hazánkban állomásozó egységei 1975-től kivonásukig több ezrednyi MiG–23-ast üzemeltettek Magyarországon, ezek egy része nukleáris fegyverekkel is felszerelhető volt. A Szovjetunióban a MiG–29 típussal váltották le. A MiG–23 bázisán fejlesztették ki a MiG–27 vadászbombázó változatot, melynek fedélzeti elektronikája, kisebb mértékben szerkezete és fegyverzete tér el az eredeti repülőgépétől.

## Történet

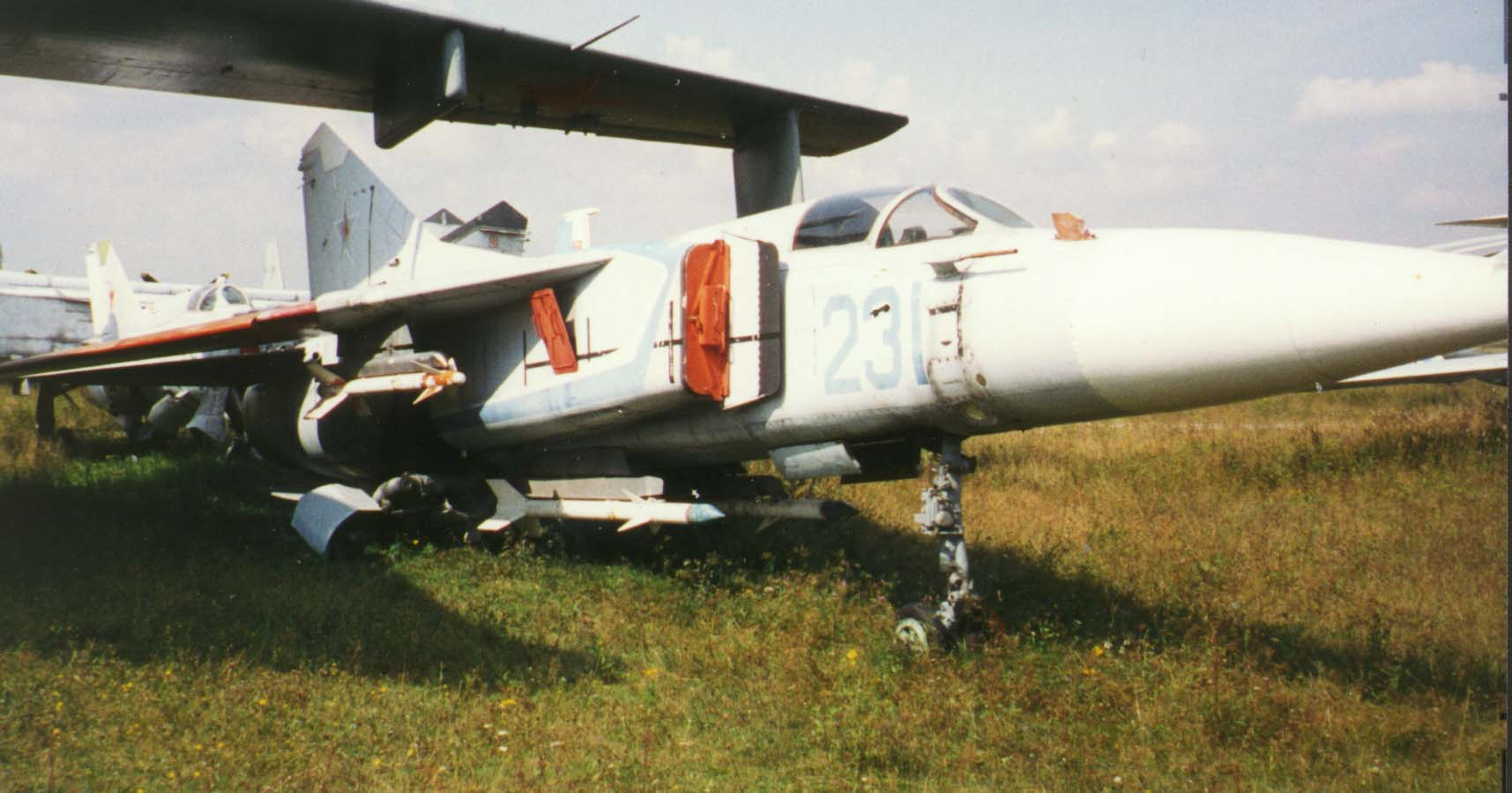
A 23–11/1, a MiG–23 prototípusa Monyinóban

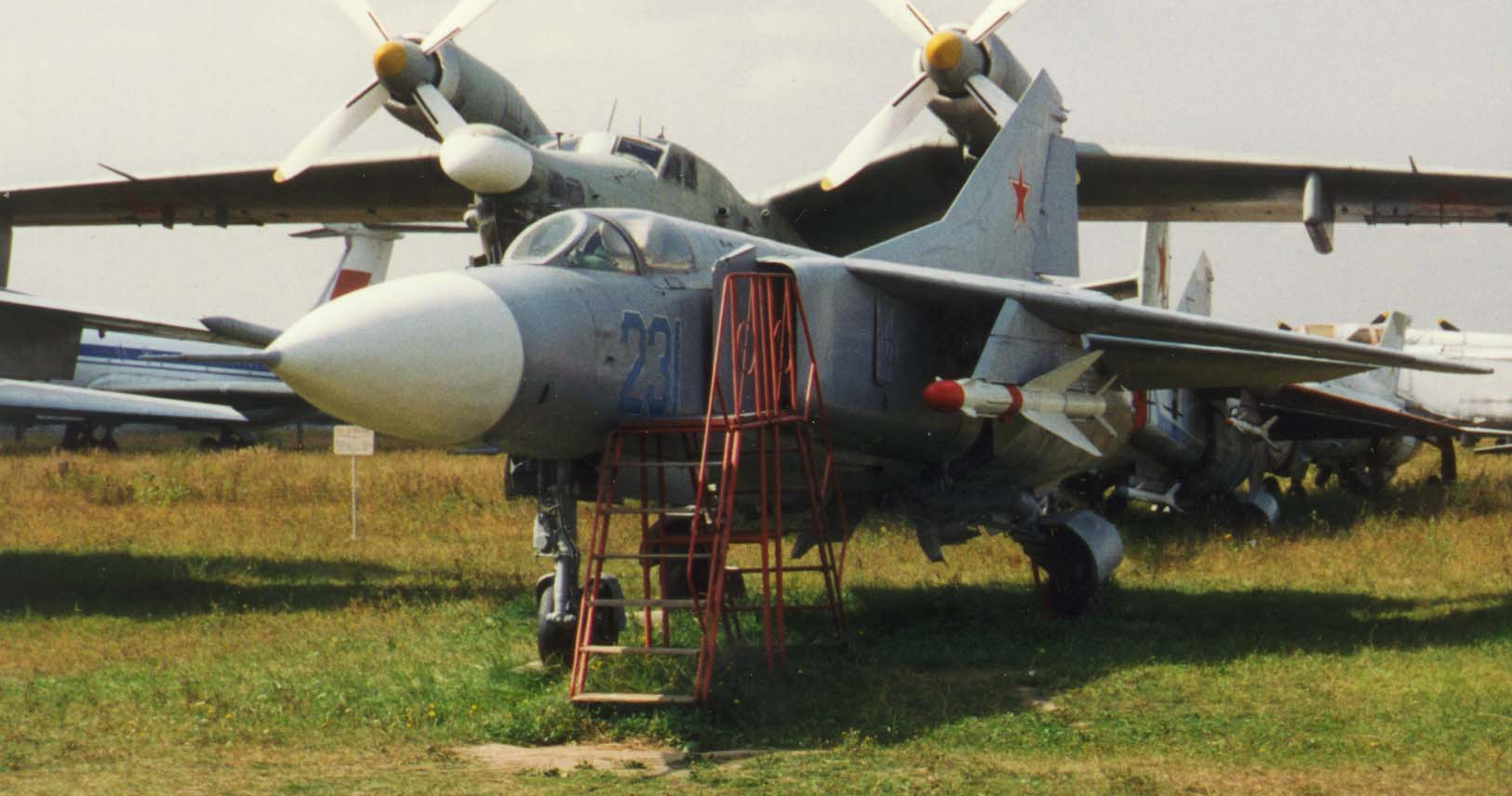
A 23–11/1

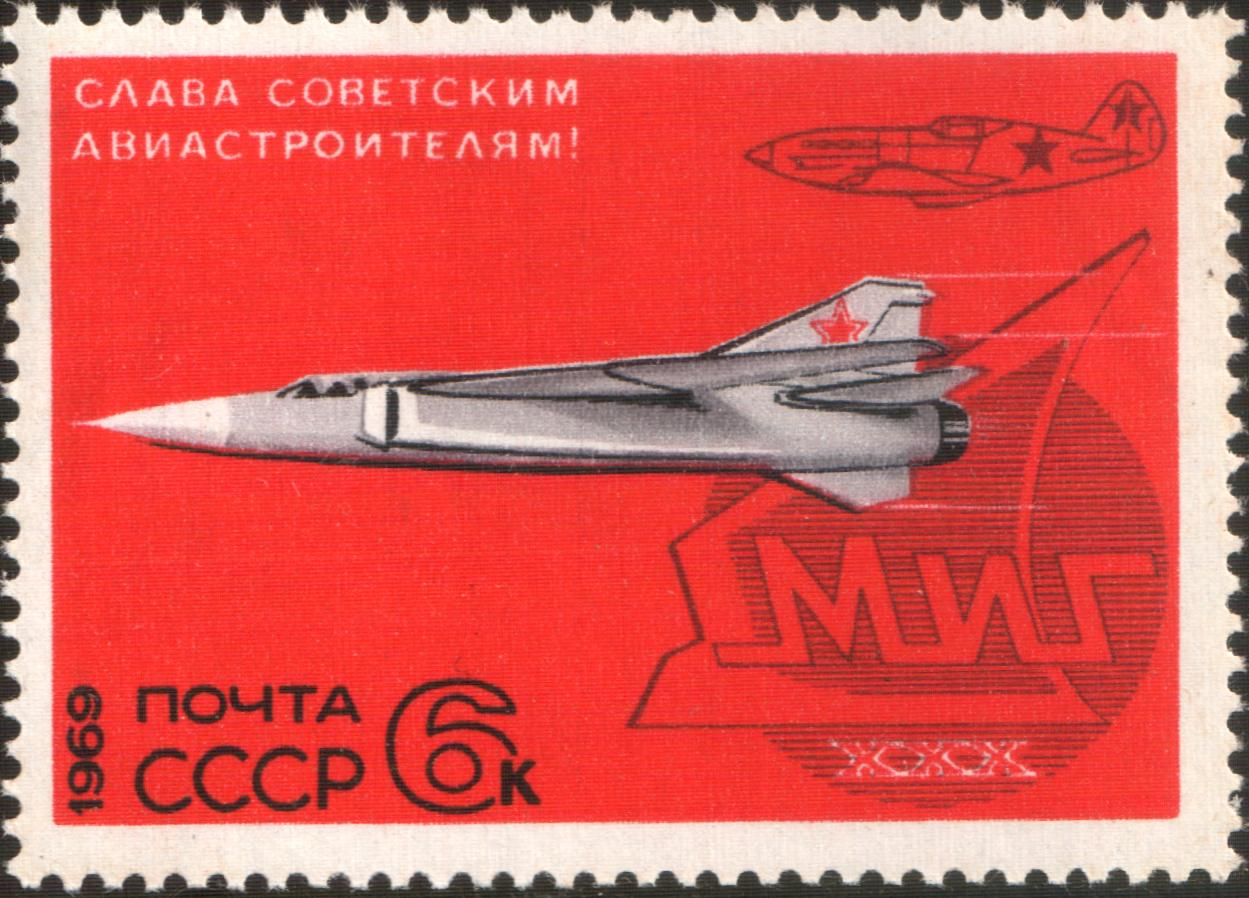
MiG–23-ast ábrázoló 1969-es szovjet bélyeg

Az 1950-es évek közepére kifejlesztett MiG–21 repülési teljesítménye megfelelt a kor követelményeinek, azonban számos gyenge pontja volt, melyet utódján terveztek kijavítani, melynek fejlesztését, a hidegháború logikájának megfelelően, azonnal elkezdték. Az új repülőgépnek lényegesen jobb fel- és leszállótulajdonságokkal kellett rendelkeznie, mint a MiG–21-esnek, mert a harmadik világháborúban a repülőterek a legfontosabb célpontok között lévén, hamar elpusztultak volna. A MiG–21 hatótávolságával sem voltak megelégedve, gyenge avionikája és a kis mennyiségű szállítható fegyverzete miatt egyes változatait „szuperszonikus sportrepülőgépnek” becézték. A repülőgép továbbfejlesztését a jól bevált módszerrel, az előző repülőgépből kiindulva képzelték el.

### A Je–8, avagy a szuper-MiG–21
Az első, utódnak szánt repülőgép a szovjet repülőgépgyártás egyik legszebb gyártmánya, a Je–8 volt. 1962-re készült el, és csak a gép első fele tért el az eredeti 21-estől, az viszont alaposan. Az orrába épített levegő-beömlőnyílást áthelyezték a törzs alá, kísértetiesen hasonlóan a jóval későbbi Eurofighterhez, az orrban egy sokkal nagyobb rádiólokátor kupoláját helyezték el. Az orr-rész két oldalára, a pilótakabin vonala előtt, egy kacsaszárnyat szereltek fel (a 21-es vízszintes vezérsíkjait meghagyták). A gépnek két prototípusa épült, több felszállást is végeztek vele, de számos technikai nehézséget nem tudtak megoldani. 1962. szeptember 11-én, az egyik repülés során, a szintén fejlesztés alatt álló, különleges kialakítású Tumanszkij R–21F–300 hajtómű felrobbant, a kor leghíresebb szovjet berepülőpilótája, Georgij Konsztantyinovics Moszolov, bár katapultált, súlyos sérüléseket szenvedett (többször újra kellett éleszteni), nem repülhetett többet. A gép fejlesztését ezután leállították.

### 23–01, MiG–23PD
A MiG–23 következő, később zsákutcába jutó változata az emelőhajtóművekkel felszerelt 23-01 kísérleti repülőgép volt. Az először átépített MiG–21-esen kipróbált elrendezés szerint a gép törzsébe függőlegesen emelőhajtóműveket építettek, amely lehetővé tette a fel és leszállást rövid futópályákról. Repülés közben az emelőhajtóműveket nem használták.
A 23–01, a MiG–21-hez hasonlóan, deltaszárnyú repülőgép volt, a félkör alakú levegő-beömlőnyílásokat a törzs két oldalán helyezték el, a Mirage III-hoz hasonlóan. A típus első felszállását 1967. április 3-án Pjotr Osztapenko pilótával teljesítette. A gép le- és felszállás közben nagyon nehezen kezelhető volt, repülés közben az emelőhajtóművek fölösleges terhet jelentettek, a programot hamar, mindössze 14 repülés után leállították. Az 1968-as Domogyedovói repülőnapon még repült, a Nyugat félrevezetésére, ahol az ASCC a „Faithless” kódnevet osztotta ki a gépnek.

### 23–11, Je–231
A változtatható szárnynyilazású prototípust a Moszkva külvárosában lévő Znamja Truda gyárban építették meg, ahonnan közúton szállították a zsukovszkiji repülőtérre. 1967. június 10-én repült először, Alekszandr Fedotov irányításával, akkor még csak a legkisebb nyilazási szögbe állított szárnyakkal, felszálló konfigurációban. Már július 9-én, a második repülésen kipróbálták a teljes szárnynyilazási tartományt, a harmadikon pedig már a hangsebességet is átlépték. A gépet, mindössze 13 repülés után, szintén bemutatták Domogyedovóban, nem is akárhogyan: orsózás közben változtatta a jobb láthatóság céljából élénkpirosra festett szárnyainak nyilazási szögét. További hat prototípus és két statikus tesztpéldány épült, ezek jellegzetessége volt, hogy a törzsük alatt is hordozhatták az R–23 rakétákat, melynek szárnyai a törzsben kialakított résekben fértek csak el, emiatt katapultos indítóberendezéssel taszították el a géptől őket az indítás előtti pillanatban. Az első prototípuson a vízszintes vezérsíkok belépőélének fölső részén fixen elhelyezett orrsegédszárnyat alakítottak ki, mely a gép farokrészét lenyomva, lefelé irányuló erőt létrehozva segített a felszálláskor az orr elemelésében, ezt a megoldást később már nem alkalmazták. A repülőgép nagyon gyorsan, 1969-ben gyártásba került.

## Szerkezeti felépítés és tervezési sajátosságok

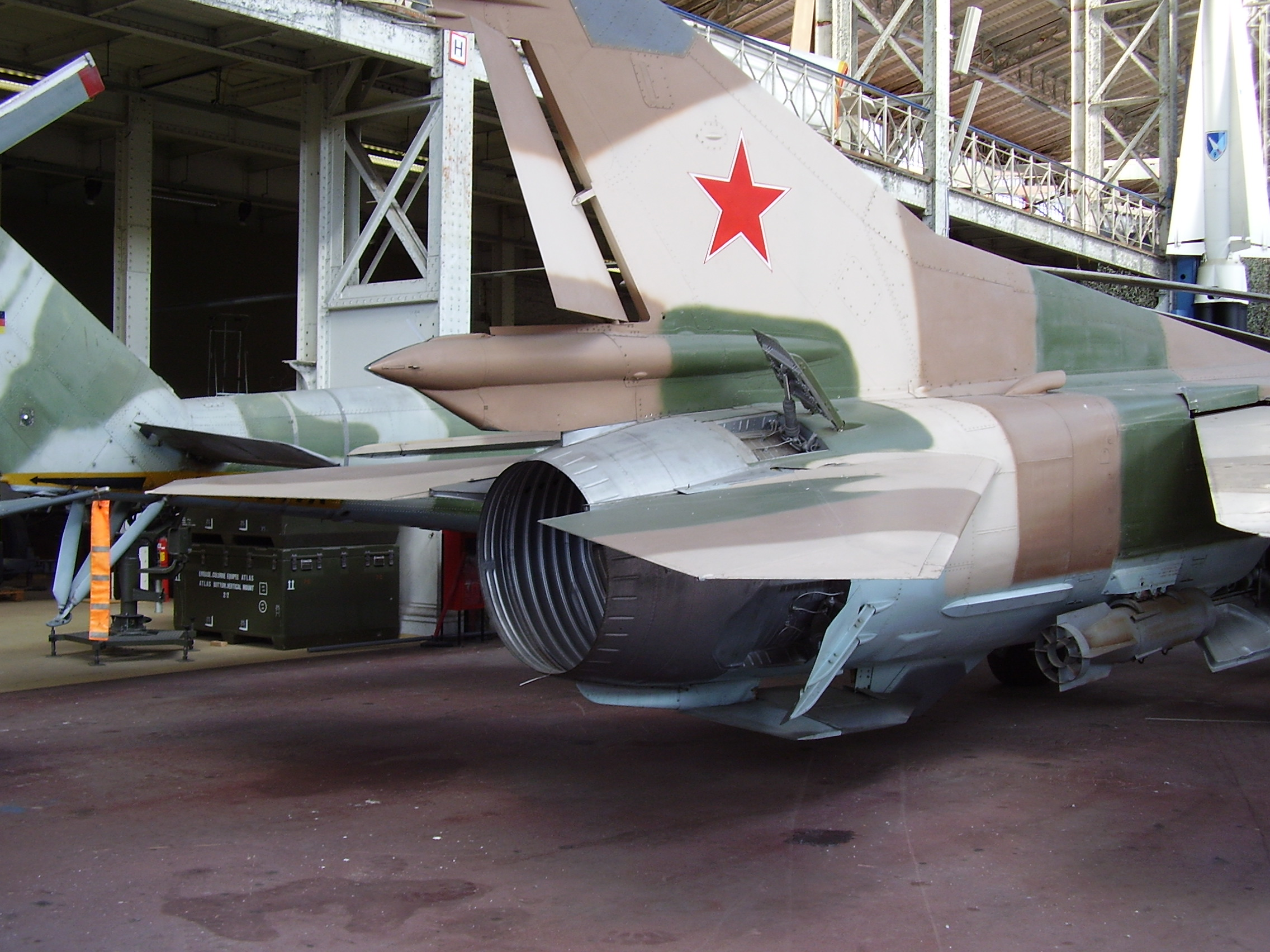
Egy MiG–23BN törzshátsórésze, nyitott törzsféklapokkal

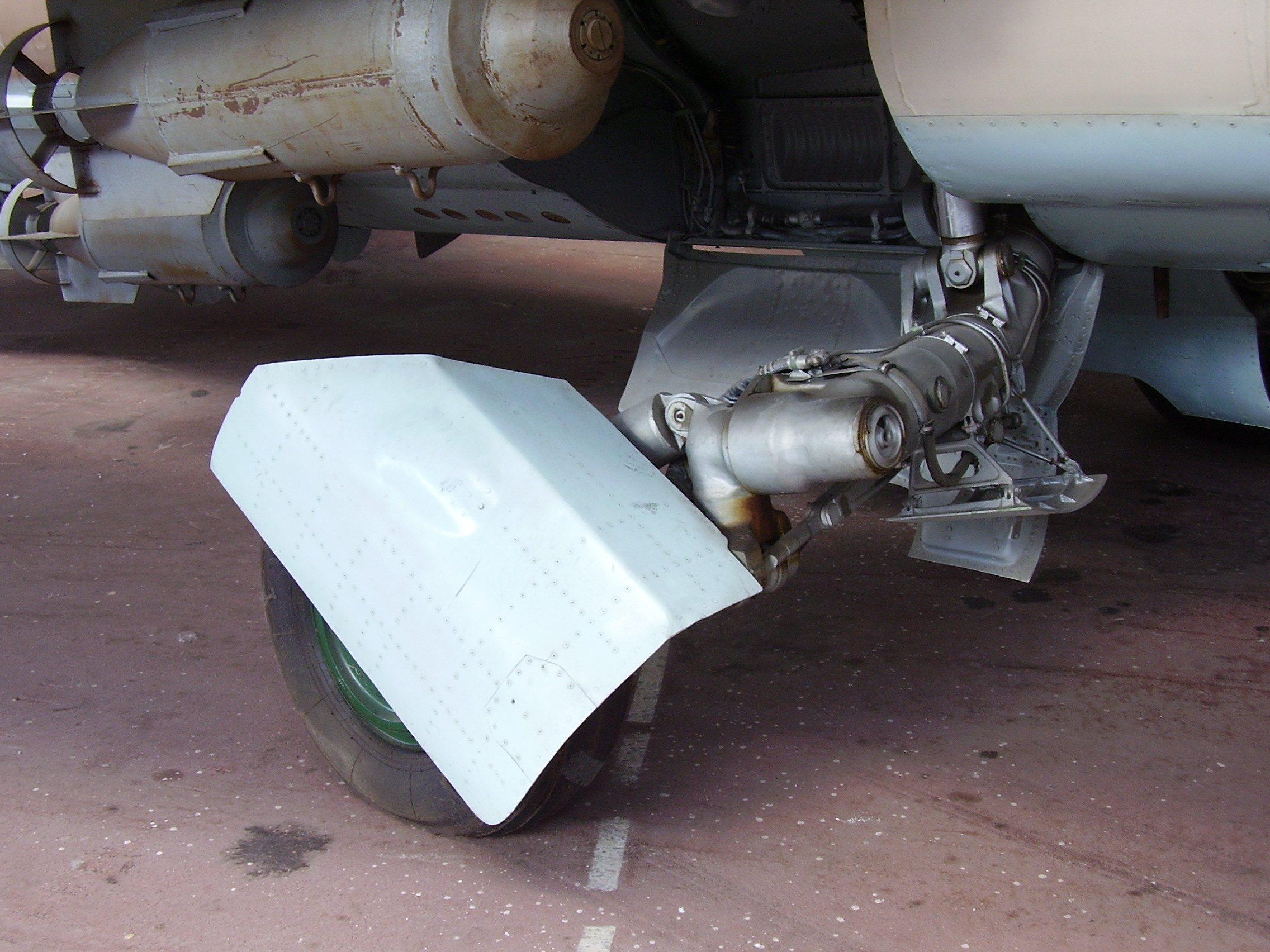
A gép bonyolultan behúzható főfutója

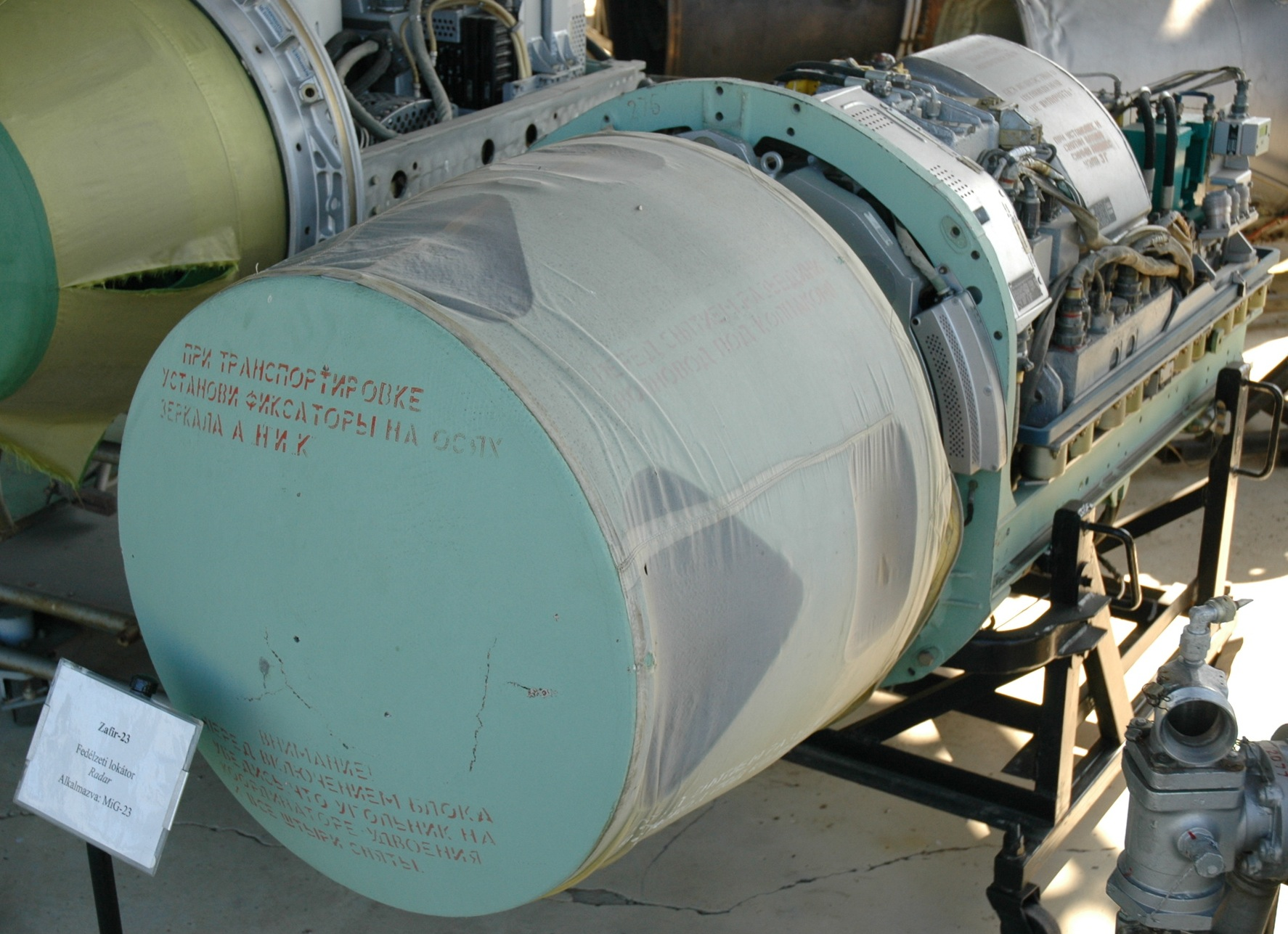
Magyar MiG–23MF Szapfir–23 rádiólokátora, elölről nézve. Az antenna maga nem látszik, csak a védőburkolata, hátrébb pedig az elektronika blokkjai

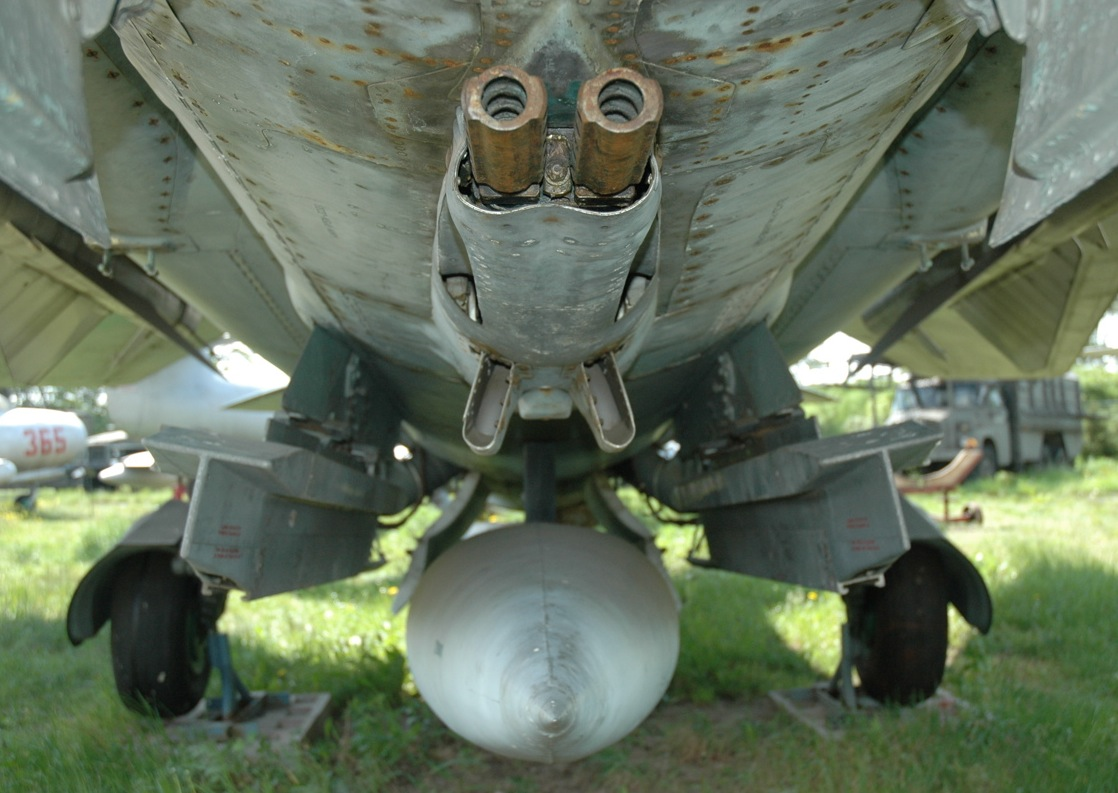
A törzs középvonala alá épített GS–23L gépágyú

A MiG–23 vállszárnyas, változtatható szárnynyilazású, egy hajtóműves repülőgép. Szerkezeti elemeinek viszonylag nagy része acélból készült, emiatt a repülőgép tömege viszonylag nagy. Ennek ellenére a sárkány élettartama még a szovjet átlaghoz képest is meglepően alacsony, 1500 repült óra vagy 17 naptári év (az F–16 Fighting Falcon tervezett élettartama például 4-8000 repült óra). A szárnyak nyilazási szöge 16°-on (fel- és leszálláshoz), 45°-on (útvonalrepüléshez) és 72°-on (szuperszonikus repüléshez) rögzíthető (az utolsó változatokon volt egy negyedik, 33°-os állás is, melyet manőverező légiharcra alkalmaztak, de csak tapasztalt pilóták tudták kihasználni), nem automatizált. A félszárnyak belépőélén maximum 20°-ra kitéríthető orrsegédszárnyat, a kilépőéleken a félszárnyak teljes hosszában fékszárnyat helyeztek el, mely felszállásnál 25°-ra, leszállásnál 50°-ra téríthető ki. A vízszintes vezérsík teljes egészében elforgatható, magassági kormányként szolgál, emellett aszimmetrikusan kitérítve ellátja a csűrők feladatát is, ebben kis sebességű repülésnél a félszárnyak felső felületén elhelyezett áramlásrontó lapok is segítenek. A függőleges vezérsíkon helyezték el az oldalkormányt, a törzs alsó részén az iránytartás javítására pótvezérsíkot helyeztek el, amit csak a levegőben lehet lenyitni, mert a földön leérne. A függőleges vezérsík tövében fékernyőkonténer van. A törzs hátsó részén, szimmetrikusan, négy törzsféklapot helyeztek el. A futómű hárompontos, tricikli elrendezésű. A kétkerekű orrfutó hátrafelé, a főfutók egy bonyolult mechanizmussal oldalra, a törzsbe csukódnak be.
A gép orrában, nagyméretű kupola alatt helyezték el a Szapfir–23 (NATO-kód: High Lark) rádiólokátort, az orr alatt a TP–23 Szpektr infravörös érzékelőt. A pilótakabin hagyományos kialakítású, hátrafelé nyíló tetővel, különösen hátrafelé rossz kilátással. A pilóta KM–1 típusú katapultülésben ül. A törzs két oldalán helyezték el a nagy méretű, állítható keresztmetszetű (a sebesség növekedésével a levegő beömlő keresztmetszetét célszerű csökkenteni a jobb hatásfok és a biztosabb működés érdekében), szögletes levegő-beömlőnyílásokat, ezek érdekessége, hogy szinte az utolsó csavarig megegyeznek az amerikai F–4 Phantom II repülőgépen alkalmazottakkal.
A törzsbe egy Tumanszkij R–27 F–300 utánégetős gázturbinás sugárhajtóművet építettek, melynek tolóereje 68,0 kN, utánégetéssel 78,5 kN.
A repülőgépen összesen hét fegyverfelfüggesztő pontot alakítottak ki (a MiG–27 változaton kilencet), kettőt-kettőt a félszárnyak mozgó része alatt (ezekre csak a 16°-os nyilazásnál függeszthető egy-egy nem ledobható tüzelőanyag-póttartály), a félszárnyak töve része alatt, valamint hármat a törzs alatt. A törzs alatt, az újratöltéshez lesüllyeszthető gondolában helyezték el a GS–23L kétcsövű gépágyút.

## Fegyverzet
A repülőgépen eredetileg négy fegyverfelfüggesztő pontot alakítottak ki, ezt a MiG–23SZM-en egy, a MiG–23M-en még további két, a tüzelőanyag-póttartályok hordozására szolgáló csomóponttal egészítették ki. A bombázó változatokon a törzs hátsó része alatt két további csomópont volt, kizárólag bombák függesztésére. A törzs középvonala alatt egy kétcsövű GS–23L gépágyú volt beépítve, 200 lőszerrel. A gépágyút, az újratöltés egyszerűsítésére, a tárral együtt, egy egységben a gépből ki lehetett szerelni.

### Légiharc-rakéták
A szárnytő alatti csomópontra függeszthették a korai, a kétüléses gépeken és a MiG–23MSZ exportváltozatokon az R–3SZ, R–13, a többi gépen R–23R, R–23T, a MiG–23ML-től az R–24R és R–24T közép-hatótávolságú légiharc-rakétákat. A törzs alatti két csomópontra R–3SZ, R–13, a MiG–23M-től R–60 rakétákat. Az R–60-asokhoz később dupla indítósínt is készítettek, így a gépenként hordozható mennyiség négy rakétára nőtt. A MiG–23MLD-k az 1980-as évek közepétől hordozhatták a negyedik generációs harci repülőgépek számára kifejlesztett, nagy manőverező képességű R–73-ast is, igaz, minden képességét nem tudták kihasználni.

## Típusváltozatok

### Első generáció

#### MiG–23SZ Flogger–A

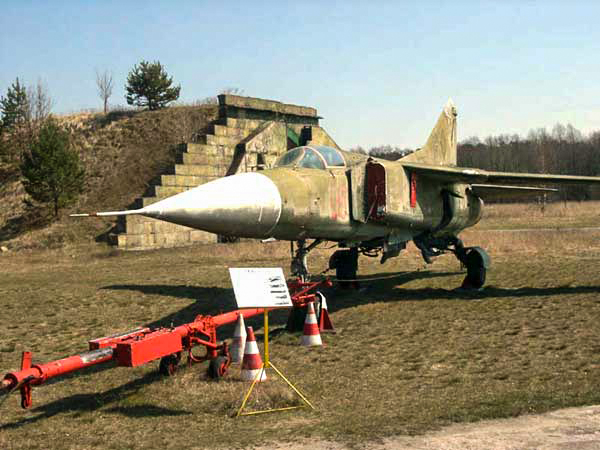
MiG–23SZ, jól látható a többi változathoz képest kisebb orr.

A MiG–23 első hadrendbe állított változata (серийный, szerijnij, azaz sorozat-, 23–21, 23–21SZ, 22-es gyártmány), 60 darabos sorozatot gyártottak belőle, elsősorban a csapatpróbák lefolytatására. Az alapváltozat számos berendezése hiányzott, többek között a rádiólokátor sem készült el időre, ezért a MiG–21bisz RP–22SZM lokátorát építették be, egy kisebb orrkúp mögé. A korszerűbb lokátor hiánya miatt a későbbi változatokon alkalmazott HUD-ot sem építették be, fegyverzete az R–13-as légiharc-rakétákra korlátozódott. Problémák voltak a nagy állásszögű repüléssel, a fékernyő néha repülés közben is kinyílt, a főfutó nyomtávja túl keskeny volt. Manőverező légi harcban pedig néha a MiG–21 is le tudta győzni. A géppel sok baleset történt, alacsony hadrafoghatósága miatt éles feladatokat nem kapott, hamar, összesen mintegy 1300 felszállás után, lecserélték a típus korszerűbb változataira, a túlélő példányokat, a kiszerelt lokátor helyett ballaszttal az orrban, kiképzésre használták.

#### MiG–23, MiG–23SZM
Az alaptípust néha nevezik MiG–23-nak, MiG–23SZM-nek vagy MiG–23–1971-nek is. Beépítették az időközben elkészült, de még mindig problémákkal küszködő Szapfir–23L (Сапфир-23Л) lokátort, ennek AP–23D HUD-jával, és a TP–23 Szpektr infravörös érzékelőt (felderítési távolsága tiszta időben körülbelül 20 km volt). A törzs középvonala alatt fegyverfelfüggesztő csomópontot létesítettek ledobható tüzelőanyag-póttartály számára. Finomítottak a gép aerodinamikai kialakításán: megnövelték a függőleges vezérsíkot, végleges helyükre kerültek a törzsféklapok, megnövelték a szárnyat. A 20%-kal nagyobb felületet a húrhossz növelésével érték el, ekkor jelent meg a szárnybekötésnél a belépőélen látható jellegzetes örvény keltő fogazás. A módosult geometria miatt más is megváltozott, 2°40'-cel a szárnynyilazás, az új értékek 18°40', 47°40' és 74°40' lettek, de ezt nem tüntették fel sehol, a műszereken is a régi adatok maradtak. Az orrsegédszárnyat elhagyták a nagyobb szárnyfelület miatt. A gép továbbra sem volt könnyen repülhető, különösen nagy állásszögeken, emellett újabb, komoly szerkezeti problémákra is fény derült. A törzsközéprésszel integrált teherviselő tüzelőanyag-tartály nem megfelelő méretezése miatt az egyik gép 1972. március 14-én egy 7,3 g túlterhelésű manőverben darabokra szakadt (a pilóta, Aviard Fasztovec, sikeresen katapultált). Összesen mintegy 100 példányt építettek, de 1978-ra ezeket is kivonták az első vonalbeli szolgálatból, és gyakorlásra használták.

#### MiG–23M Flogger–B

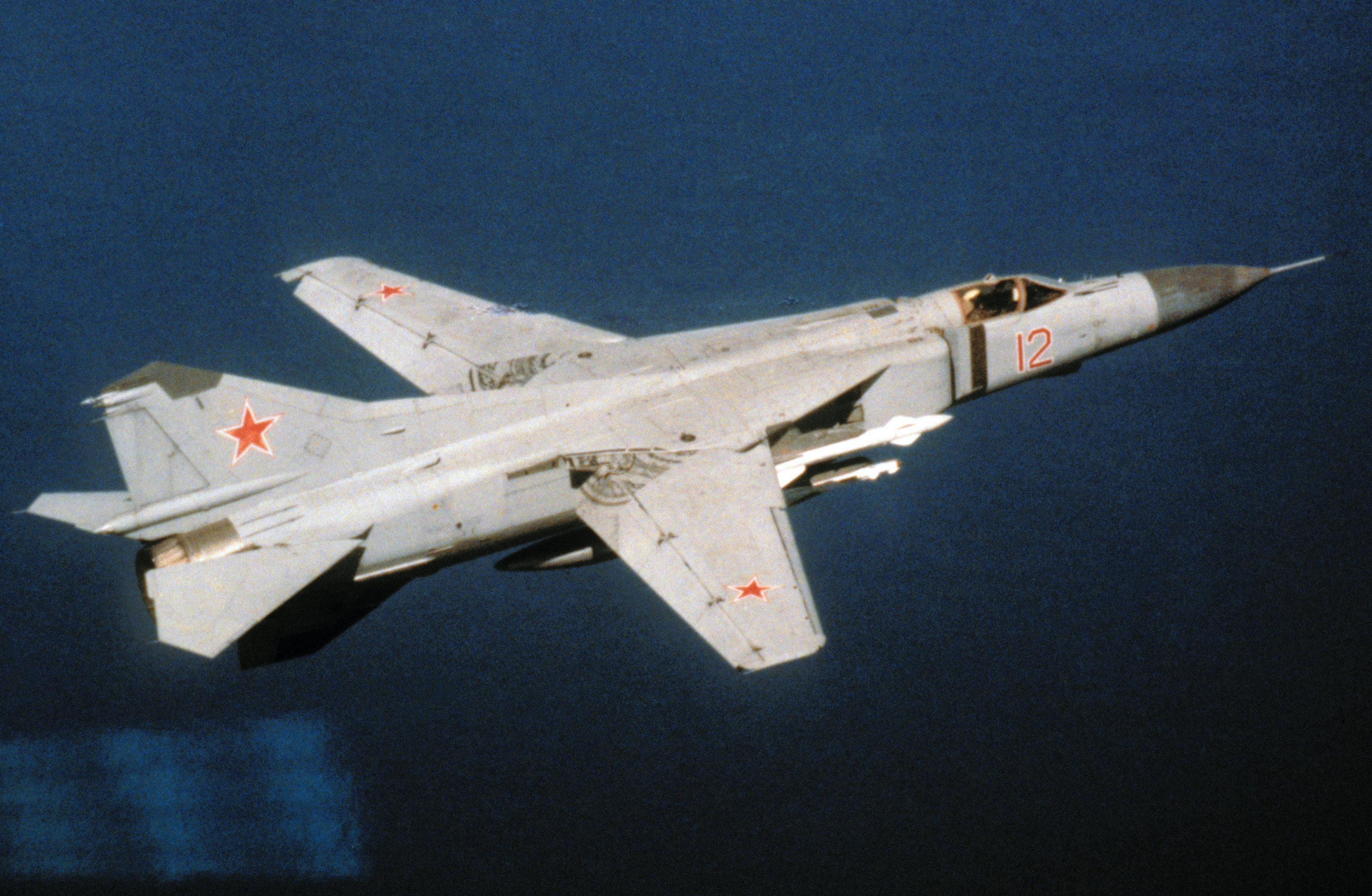
MiG–23M

Az előszéria-gépek sikertelensége miatt a Mikojan-Gurjevics tervezőiroda hatalmas nyomás alatt fejlesztette a következő változatot, a MiG–23M-et (23–11M), így az már 1972 júniusában felszállhatott, 1973-ra pedig rendszerbe állhatott. Hajtóműve a korszerűsített R–29–300 volt, 81,8/113,4 kN tolóerővel, szárnyait újra lecserélték. Az orrsegédszárnyak eltávolítása rossz gondolatnak bizonyult, ezeket visszaépítették, és kialakították rajtuk a 800 literes áttelepülő (nem ledobható) póttartályok rögzítési csomópontjait, amelyeket csak a 17°-os szárnynyilazásnál lehetett használni. A pilótakabin tetejének keretére visszapillantó tükröket szereltek, ez valamennyit javított a nagyon rossz kilátáson hátrafelé.
Az avionika korszerűsítése tartalmazta a SZAU–23 robotpilótát és a Poljot–1I–23 (Полет-1 И-23) navigációs rendszert. A katapultülést zéró-zéró képességű KM–3-ra cserélték. A rádiólokátor a végleges Szapfir–23D, később a Szapfir–23D–S (a D-ket később korszerűsítették D–S változatra) impulzusdoppler lokátor lett, a hőn áhított lefelé néző képességgel, 55 km felderítési és 35 km befogási távolsággal (bombázó méretű célra). A berendezés megbízhatatlanságára jellemző, hogy nem volt elképzelhetetlen, hogy két lokátor felderítési távolsága között tízszeres (!) különbség legyen. A rakétafegyverzetben megjelent az R–23R és R–23T közepes hatótávolságú, valamint az R–60 kis hatótávolságú légiharc-rakéta, utóbbiból összesen egy-egy volt függeszthető a törzs alá. A gép földi célok elleni fegyverzetet és harcászati atombombát is hordozhatott, ez utóbbit csak speciális berendezésekkel kiegészítve.
A gép alkalmas volt földről irányított elfogásra is, erre a Lazur–SZMA adatátviteli rendszer tette képessé, ez esetben a rendszer a pilótának automatikusan kijelezte az előre számított találkozási ponthoz vezető leggyorsabb útvonalat. Infravörös irányítású rakétákkal támadva a lokátor bekapcsolására sem volt szükség, ami nagyon megnehezítette a gép felderítését.
A gép már kielégítette a légierő alapvető elvárásait, de számos rossz tulajdonsága volt: nagy állásszögön továbbra is problematikusan viselkedett, ennek kiküszöbölése érdekében beépítettek egy állásszög határoló rendszert. Ez abban az esetben ha a pilóta kritikus állásszögre húzná a gépet, kiveszi az irányítást az ember kezéből, a pilóta "ellen" dolgozik, ezzel megakadályozza repülőgép lezuhanását. A rendszer működését csak a szokásosnál jóval nagyobb erőkifejtéssel lehet felülbírálni. Ez utóbbi viszont könnyen katasztrófához vezethet. A törzs alóli sínekről indított rakéta égésgázai gyakran leállították a hajtóművet, a szárnybekötés elforduló csomópontja kevés túlterhelést bírt, ez jelentősen korlátozta a gép manőverező képességét, a manőverezési túlterhelések számszerű maximum értékei: Mellső szárny helyzetben 4,5 g, középső szárnyhelyzetben 8 g, szárny állítás közben mindössze 4 g. A karbantartás nagyon bonyolult volt. A MiG–23M-ből és továbbfejlesztett változataiból (MiG–23MF, MSZ) összesen mintegy 1300 darabot gyártottak a Moszkva melletti Znamja Truda gyárban.

#### MiG–23MF Flogger–B
A MiG–23M kissé egyszerűsített exportváltozata, a Varsói Szerződés tagállamai és a megbízhatóbb fejlődő országok (Kuba, India, Szíria) számára. Magyarország 12 darabot vásárolt.

#### MiG–23MSZ Flogger–E

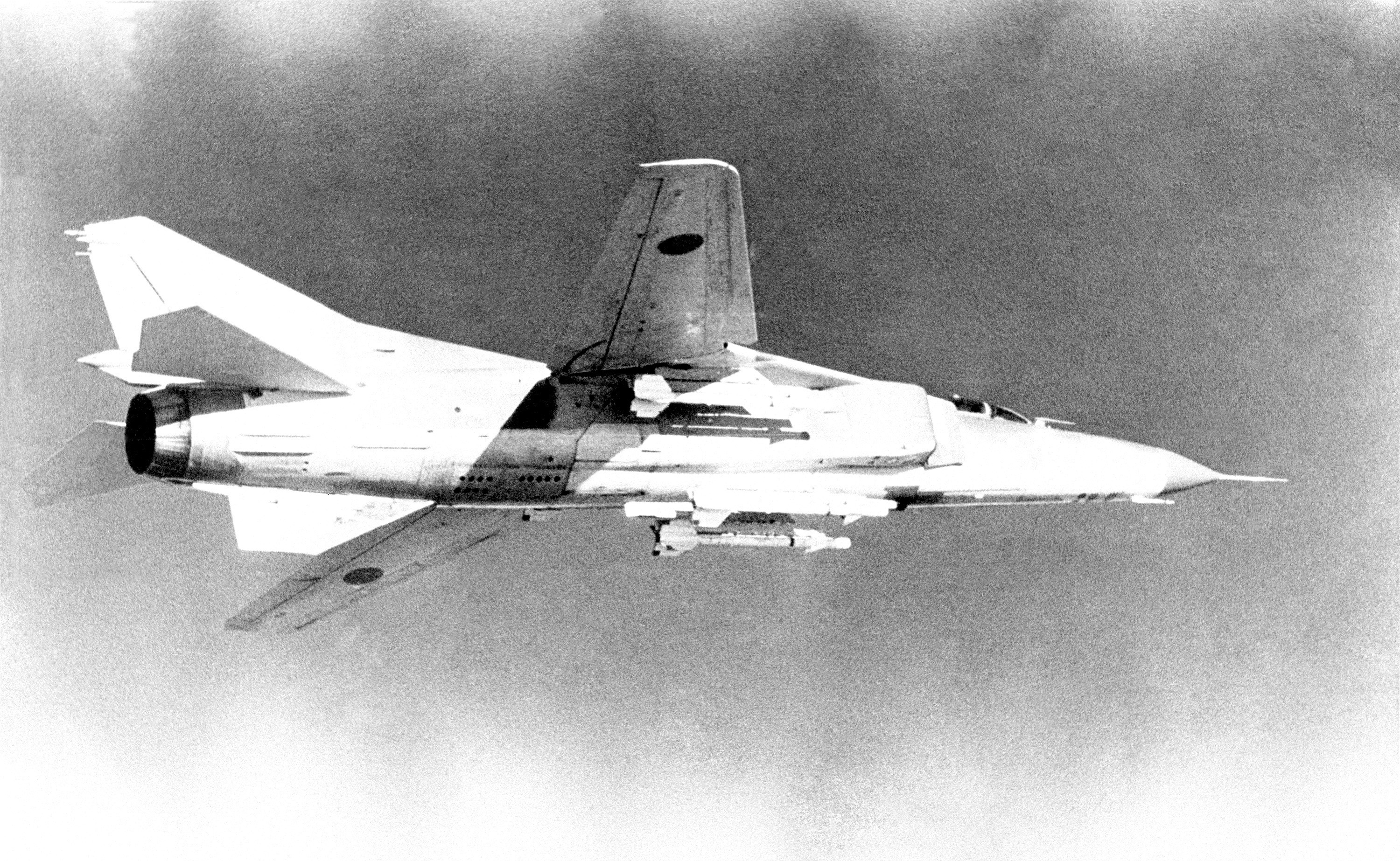
Líbiai MiG–23MSz, R–13 rakétákkal

A MiG–23M legegyszerűbb változata, megbízhatatlan fejlődő országok számára (Algéria, Egyiptom, Irak, Líbia, Szíria). A lokátor a MiG–21 RP–22SZM lokátora, csak a korszerűtlen R–3SZ és R–13 légiharc-rakétákat használhatja. Egyiptom rá is szolgált a bizalmatlanságra, a Camp David-i béke után meglévő, körülbelül egyszázadnyi MiG–23MSZ-ét, fele-fele arányban az Egyesült Államoknak és Kínának adta, mindkettőnek fegyverekért cserébe. Amerikától, ahol a MiG–23-at YF–113 típusjellel felhasználták az amerikai pilóták képzésére, az Izraeli Légierő akkori fő típusát, az F–4 Phantom II vadászbombázókat kapta meg cserébe. Kína a MiG–23-asokkal szerzett tapasztalatait felhasználta a J–8II vadászgép fejlesztése közben.

#### MiG–23UB Flogger–C

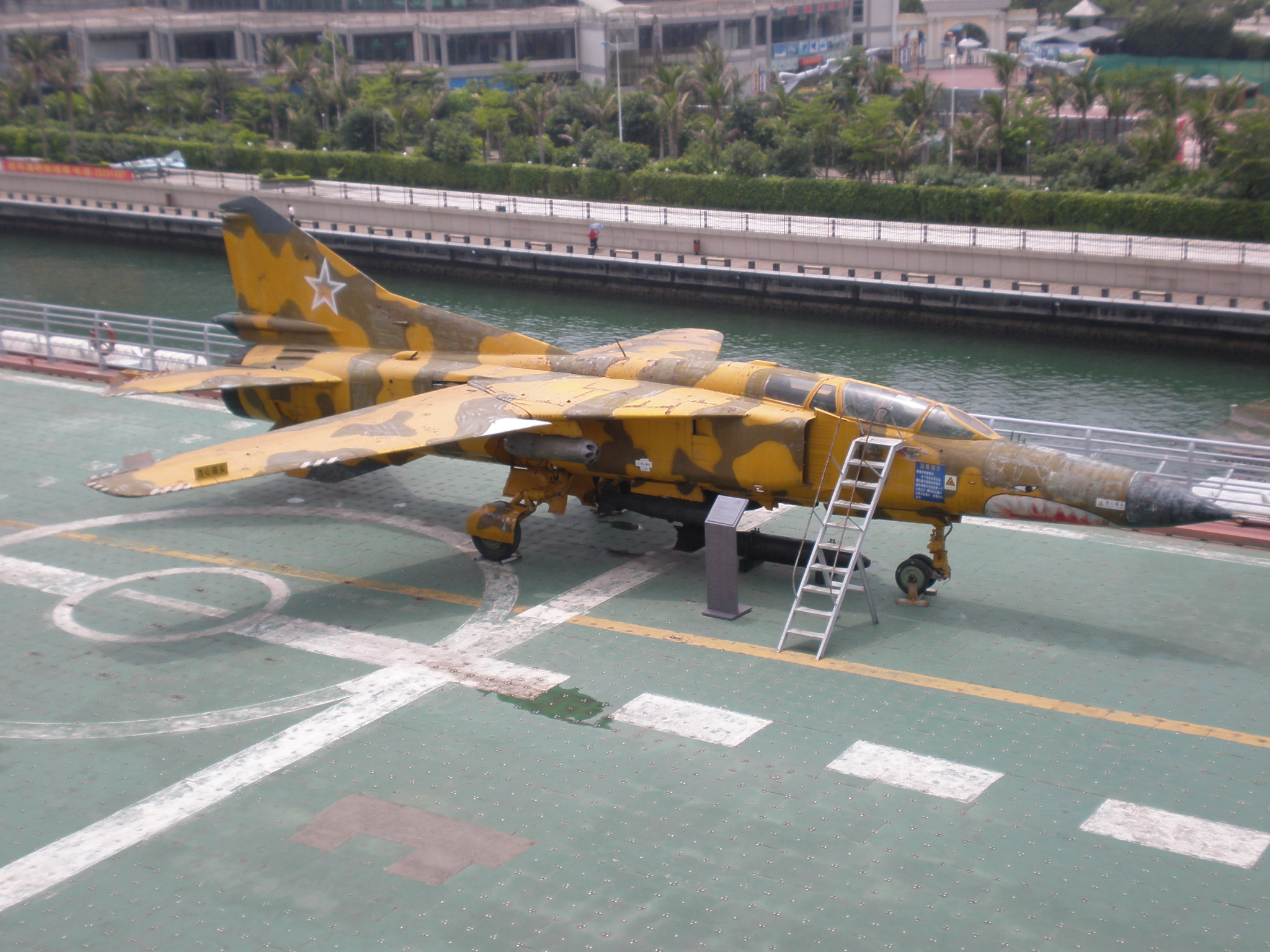
MiG–23UB a Kijev osztályú Minszk fedélzetén kiállítva, Sencsenben, Kínában

A kétüléses kiképzőváltozat első repülésére 1970. április 10-én került sor. Az első gépek elnevezése MiG–23U volt, és a MiG–23SZ áttervezésével jöttek létre, a sorozatban gyártott példányok több korszerűsítést megkaptak, többek között az új szárnyakat és az Tumanszkij R–27 hajtóműveket. Az oktatópilóta kabinja az eredeti mögé épült, az avionika helyén, amelynek egy részét az orrba tették át, ahol így a lokátornak sokkal kisebb hely maradt, ezért egy kisebb lokátort, a Szapfir–21-et építettek be, így a gép az R–23-ast és az R–24-est nem alkalmazhatta, a későbbi példányoknál a lokátort nem építették be, ballaszttal helyettesítették. Az oktatópilóta kabinja egyáltalán nem volt kiemelve, ezért egy, a MiG–21-esen már alkalmazott, a futóművel együtt kinyíló periszkópot építettek be a kabintetőbe, így fel- és leszálláskor az oktató is látott előre. Beépítettek egy olyan műszert, amellyel az oktató különféle vészhelyzeteket imitálhatott, valamint egy, a katapultülés felé hajtható szöveternyőt szereltek a mellső pilótafülkébe, amellyel a műszeres repülést szimulálhatták. A gépek sorozatgyártására Irkutszkban került sor, 1978-ig (exportra 1985-ig) gyártották, összesen 769 gép épült.

### Második generáció

#### MiG–23ML Flogger–G

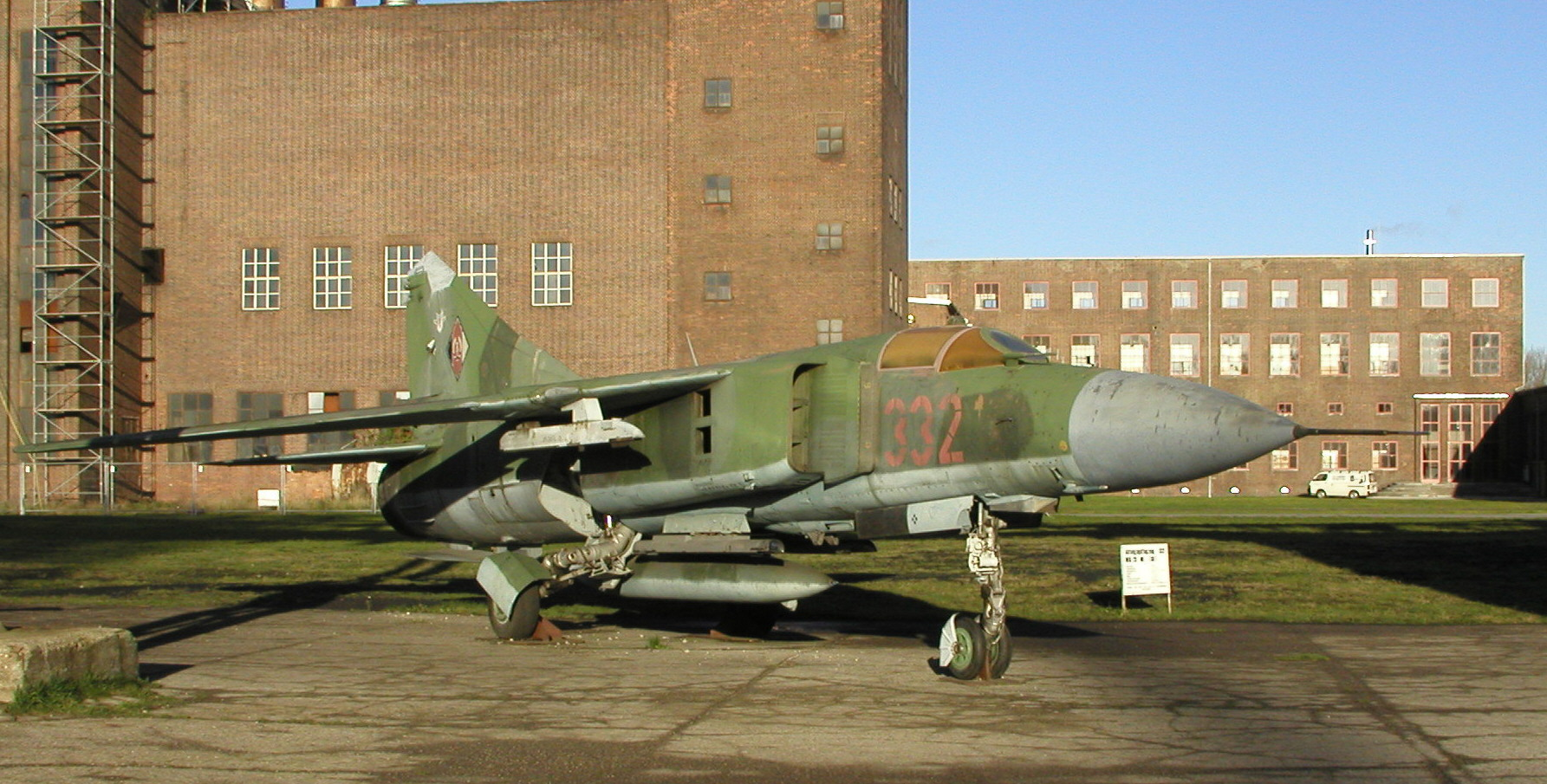
A Keletnémet Légierő JG 9 „Heinrich Rau” ezredének egyik MiG–23ML-je

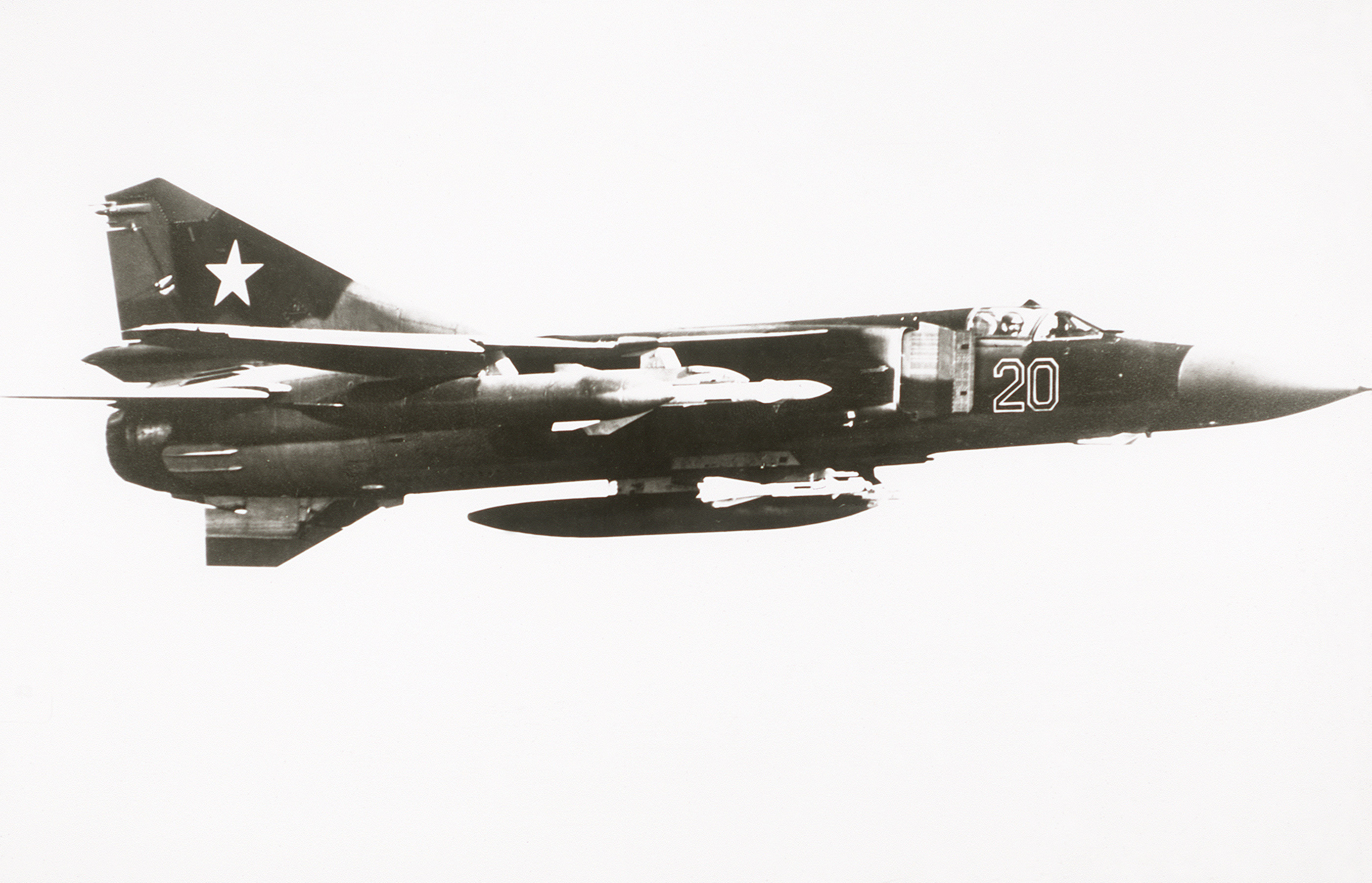
MiG–23MLA, a szárny alatt R–23R, a törzs alatt R–60 rakétával és tüzelőanyag-póttartályokkal.

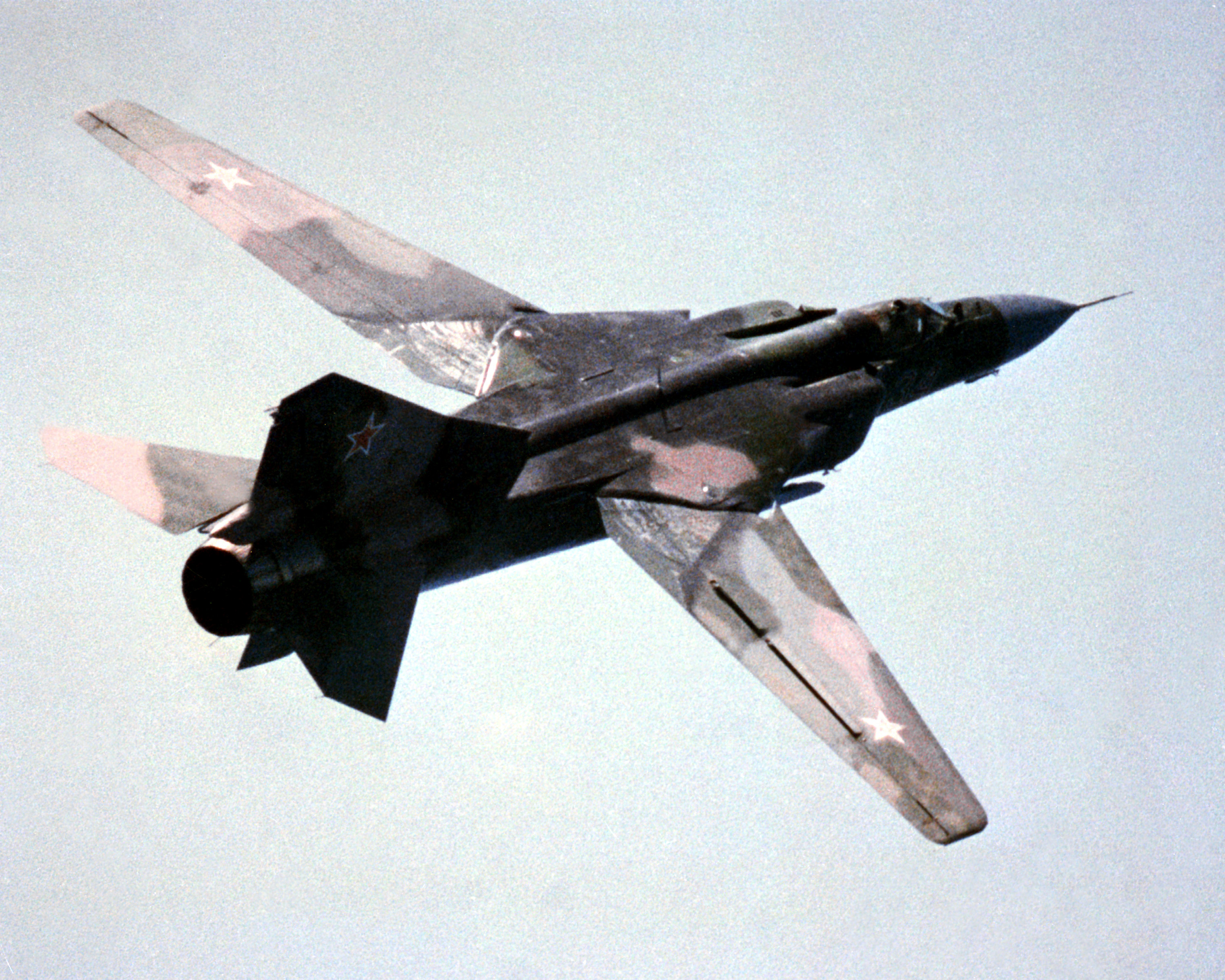
MiG–23MLD, jól látszik a fix szárnyrész fogazása

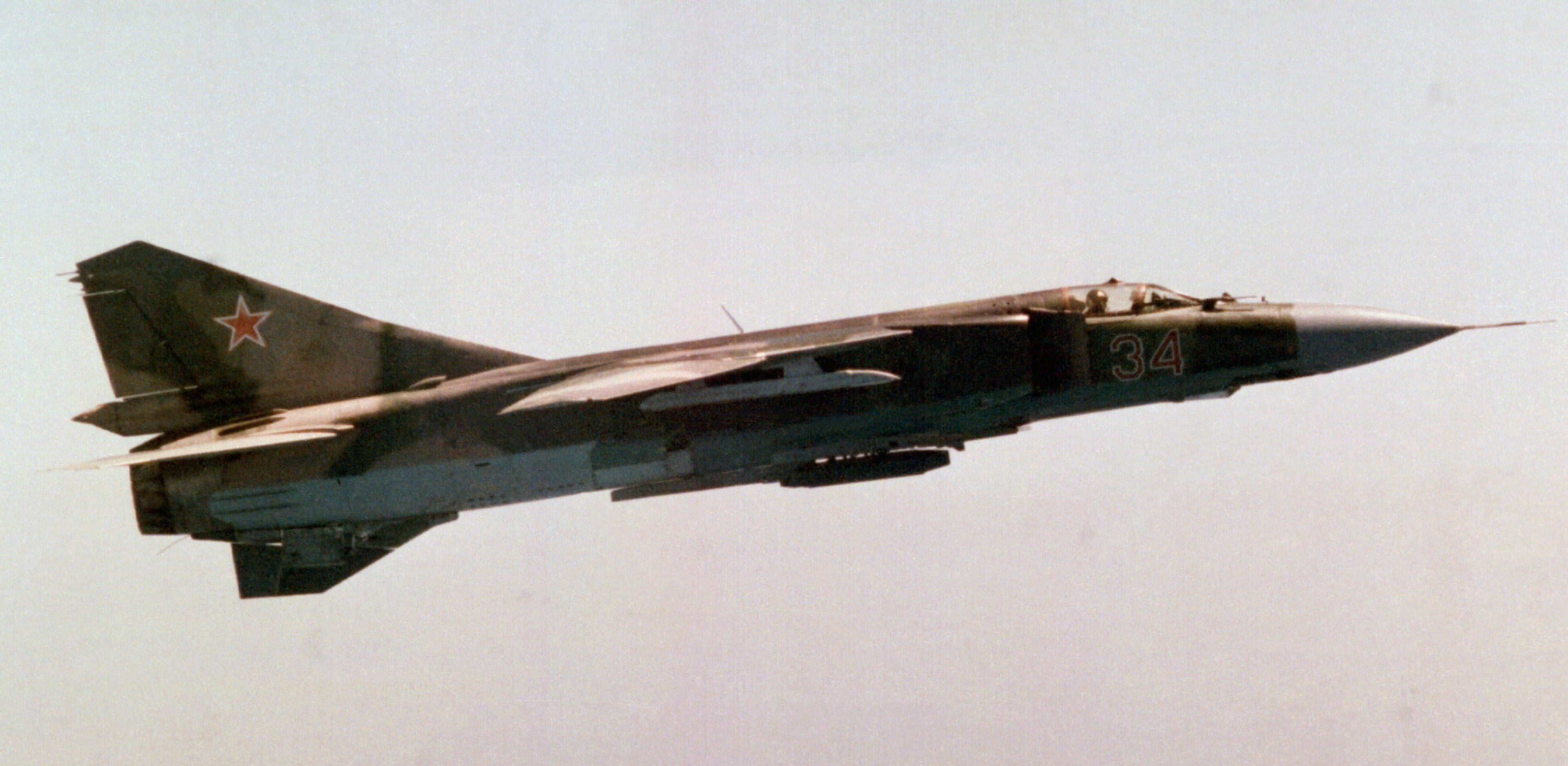
MiG–23MLD

A MiG–23M csak jelentős kompromisszumokkal váltotta be a hozzá fűzött reményeket, ezért haladéktalanul hozzákezdtek a gép továbbfejlesztéséhez. A fejlesztés idején fő hangsúlyt jelentő elfogó tevékenységre alkalmas volt, a manőverező légi harchoz azonban túl lomha, ezért a fő hangsúlyt a felszállótömeg csökkentésére és a manőverezőképesség javítására helyezték. Az új változat prototípusa, a MiG–23ML (легкий, Ljogkij, azaz könnyű, 23–12 gyártmány) 1975. január 21-én repült először.
A repülőgép felszállótömegét többek között egy tüzelőanyag-tartály kiépítésével, a függőleges vezérsík előrenyúló tövének megszüntetésével és az orrfutó szárának lerövidítésével sikerült nem kevesebb, mint 1250 kilogrammal lecsökkenteni. Teljesen új hajtómű került a gépbe, a Tumanszkij R–35F–300 (83,28/128 kN), melynek tolóereje nem nőtt ugyan drasztikusan, fogyasztása azonban sokkal kedvezőbb volt, így a gép hatótávolsága nem csökkent a kisebb tüzelőanyag-készlet miatt.
Az avionikát is számottevően korszerűsítették, a korszerűsített, könnyebb Szapfir–23ML (N003) lokátort (bombázó ellen már 75–80 km felderítési távolsággal), a 26S1 infravörös érzékelőt, az ASZP–17ML HUD-ot, a Lazur–SZML (Лазурь-СМЛ) adatátviteli rendszert, a Poljot 23–21 navigációs rendszert. A gép aszimmetrikus konfigurációban is hordozhatta az R–23 rakétákat, az egyik oldalon R–23R lokátoros félaktív, a másikon R–23T passzív infravörös önirányítású változatot. Ezekre a csomópontokra GS–23L gépágyúkonténereket is függeszthettek. Beépítettek egy, a megengedett legnagyobb állásszög túllépését megakadályozó rendszert. A korszerűsítéssel sikerült a típus legtöbb problémáját megszüntetni, a szovjet elemzők a gépet jobbnak tartották a (15-20 évvel öregebb) F–4 Phantom II-nél és a Mirage F.1-nél is. Az időközben gyártásba került F–15 Eagle azonban már nagyságrendekkel jobb paraméterekkel rendelkezett.

#### MiG–23MLA Flogger–G
A MiG–23ML kisebb továbbfejlesztése, a hajtómű és a sárkány változatlanul hagyása mellett, az avionika és a fegyverzet további korszerűsítésen esett át. Az új, Szapfir–23MLA lokátor hatótávolsága és megbízhatósága nőtt. A légiharc-rakétafegyverzetet kiegészítették az R–24 közép-hatótávolságú és a korszerűsített R–60M kis hatótávolságú légiharc-rakétával. A prototípus 1977-ben repült először, gyártásba 1978-ban került. 1981-től készültek a MiG–23MF-et és MSZ-t leváltó exportváltozatai.

#### MiG–23P Flogger–G
A légierőtől teljesen független Honi Légvédelem (PVO) részére gyártott változat, mellyel az elavult Szu–9 és Szu–11-es repülőgépeket cserélték le. A MiG–23ML változaton alapul, Szapfir–23P (N006, „Ametiszt”) rádiólokátor, SZAU–23P robotpilóta és Lazur–M adatátviteli rendszer segítette az automatikus elfogást. Később fegyverzetüket korszerűsítették, megkapták a MiG–23MLA R–24 és R–60M légiharc-rakétáit. 1978 és 1981 között mintegy 550 példány épült.

#### MiG–23MLD Flogger–K
A meglévő MiG–23ML és MLA flotta korszerűsítését 1982-ben határozták el, ezen, átépített repülőgépek elnevezése a MiG–23MLD (доработанный, Darabotannij, azaz átdolgozott, 23–18 gyártmány). A gépek orrán, a Pitot-cső két oldalára kis örvénygeneráló lapokat szereltek, javítva a nagy állásszögű repülési tulajdonságokat, hasonló céllal úgynevezett "farkasfogat" alakítottak ki a merev szárnytőrészek belépőélén ahol a szívócsatornákhoz csatlakoznak. Részben ez utóbbi megoldás miatt nőtt a repülőgép légellenállása, ami érezhetően rontotta a transzszonikus és a szuperszonikus sebességtartományban a gyorsulást. A szárnybekötés forgócsapját megerősítették, lehetővé tették a 33°-os szárnynyilazást a manőverező légiharchoz.
A MiG–29-ről átvett SZOSZ–3–4 automatikus berendezés megakadályozta, hogy a repülőgéppel olyan manővereket hajtsanak végre, amitől az irányíthatatlanná válik. A törzs alatti pilonra két, KDSZ–23 típusú, hat töltet befogadására alkalmas infracsapda-szóró berendezést szereltek fel. A legtöbb gépre e mellé a törzsvégre két BVP–50–60 típusú, egyenként 60 töltet befogadására alkalmas infracsapda-szórót is felszereltek.
Beépítették a Szapfir–23MLA–11 (N008) lokátort, melynek hatótávolsága elérte a 70 kilométert, emellett légi közelharc-üzemmódot is kapott. Felszerelték SZAU–23–18 repülésirányító rendszerrel, a Berjoza (Береза) besugárzásjelzővel, a Klisztron (Клистрон) digitális taktikai rádióval, Parol (Пароль) IFF berendezéssel, valamint feketedobozzal. A gép 1984-től megkapta az R–73 légi közelharc-rakétát, a rakéta hordozására alkalmas példányokat néha MiG–23MLDG-nek nevezték. Bár tervezték, hogy aktív rádióelektronikai zavaróberendezést is beépítenek, ez elmaradt. Mintegy 560 példányt korszerűsítettek a szovjet légierő három javítóbázisán, Kubinkában, Csugujevben és Lvovban. A változatot exportálták Bulgáriába (16 gép) és Szíriába (mintegy 50 gép), de az ML változat sárkányával.

#### MiG–23–98
A MiG–23 1990-es évek közepén, exportra tervezett modernizációs csomagja. Lokátora a MiG–21 számára is ajánlott Kopjo (Копье) lett volna, elektronikáját és fegyverzetét korszerűsítették volna. Az MFI–68 típusú folyadékkristályos kijelzőkkel felszerelt pilótakabin kompatibilis lett volna az éjjellátókkal. Tervezték az R–27 és R–77 légiharc-rakéták integrációját a fegyverzetbe. Megrendelők híján a program nem jutott tovább a prototípus stádiumon.

### Csapásmérő változatok

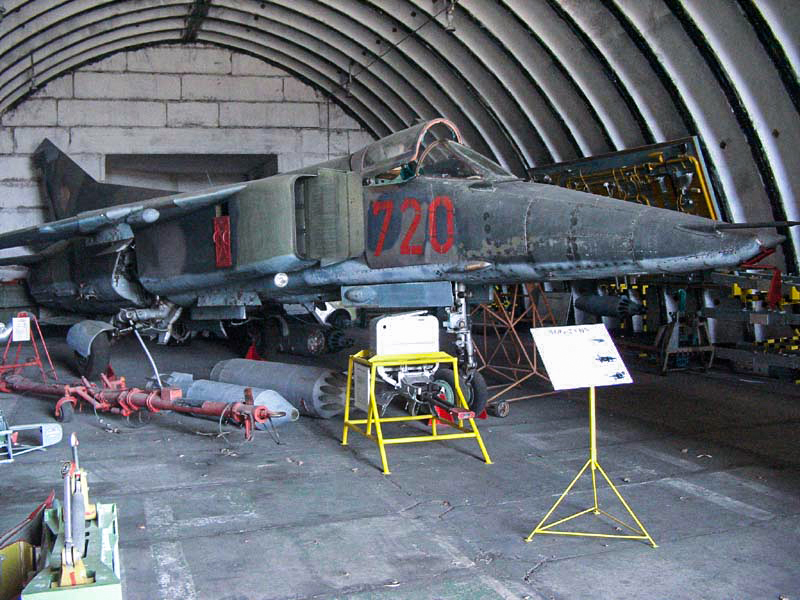
Az NDK légiereje JBG 37 ezredének MiG–23BN-je

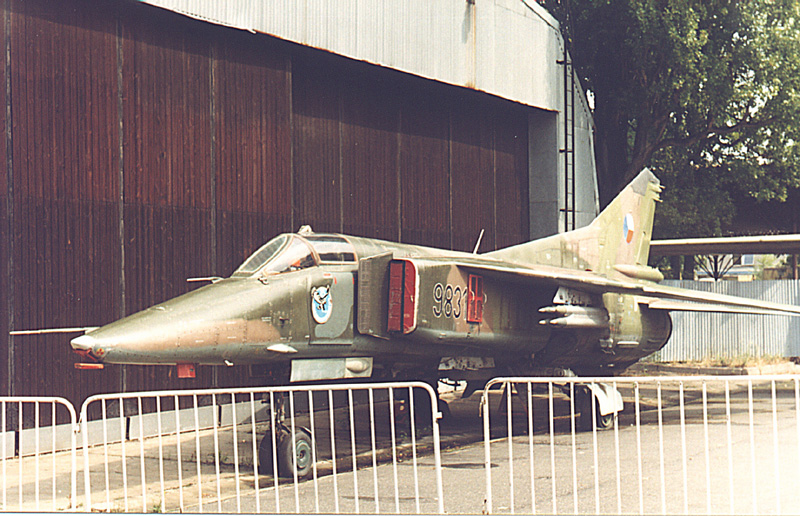
Csehszlovák MiG–23BN

A MiG–23 fejlesztése idején a Szovjet Légierő fő csapásmérő típusa a vadászfeladatból kiöregedett MiG–17 és az eredetileg szintén vadászrepülőgépnek tervezett Szu–7B voltak. A gépek leváltására az OKB Szuhoj a Szu–7 továbbfejlesztett, változtatható szárnynyilazású változatát, a Szu–17-est fejlesztette, az RSZK MiG pedig, több lehetőség tanulmányozása után úgy döntött, hogy a fejlesztés alatt álló MiG–23 átépítésével hozza létre a saját csapásmérő repülőgépét, mert ez ígérkezett a legegyszerűbb feladatnak. A negyedik 23–11 prototípust alakították át 1969-ben, ennek neve MiG–23S („Sturmovik”) lett, ennek berepülésével értékes tapasztalatokat szereztek.

#### MiG–23B Flogger–F
A legelső sorozatgyártott változat a MiG–23B volt, mely a korai vadászváltozatok alapján épült, a kisebb húrhosszú szárnyakkal. Hajtóműve a Ljulka AL–21F volt (76,5/110,0 kN tolóerővel), ez a hajtómű később a Szu–17 és 24 repülőgépek számára készült, a MiG–23 későbbi csapásmérő változatai így a vadászváltozatokhoz hasonlóan a Tumanszkij R29 megfelelő változatait használták. A fő külső eltérés a vadászrepülőgépekhez képest a papucs formájú, előrefelé lejtő, lapos orr, mely a pilótának jobb kilátást tett lehetővé, és kis sebességű repülésnél némi aerodinamikai felhajtóerőt is termelt. A betölthető tüzelőanyag mennyiségét két új törzstartály beépítésével 5750 literre növelték, és semlegesgáz-rendszerrel védték a robbanástól találat esetén. A pilótafülkét oldalról acél páncéllemezekkel erősítették meg, a szélvédő páncélüvegből készült, a törzs alja, a hajtómű alatt, vastag alumíniumlemez-megerősítést kapott. A gép tömege megnövekedett, emiatt a futómű is erősebb lett.
A gép avionikája teljesen megváltozott az új igényeknek megfelelően. Beépítették a Szokol–23SZ navigációs rendszert, mely pörgettyűs iránytűt, Doppler-radart, rádió-magasságmérőt tartalmazott, és összeköttetésben állt a robotpilótával, lehetővé téve egyszerű útvonalak automatikus lerepülését. Az orrban a Fon lézertávmérő és lézeres célkereső kapott helyet, mely képes volt a külső forrásból lézerrel megjelölt cél helyét a HUD-on megjeleníteni. Az ASZP–17 bombacélzó berendezés a süllyedésből, a PBK–3 az ugrásból történő (hajító) bombavetés célzására lett beépítve. A gépbe Szirena–10M rádió-besugárzásjelzőt és Sziren–FS aktív zavaróadót is beépítettek.
A GS–23L gépágyút kiépítették, a fegyverfelfüggesztő csomópontok számát viszont kilencre növelték, a két új függesztőberendezést a törzs hátsó oldalára szerelték fel. A fegyverzet főleg nem irányított rakétákból és bombákból állt, a fő irányított fegyverzet a H–23 rádió-távirányítású rakéta volt, melynek Gyelta–N típusú irányító antennáját a fix szárnyrész belépőélébe építették be. A gép a szárnytő alatt hordozhatott GS–23 gépágyú-konténereket is. Légi harcra függeszthető volt az R–13 és az R–60 légiharc-rakéta. Taktikai atombombát is hordozhatott.
A gép prototípusa 1971. február 13-án repült először, Alekszandr Fedotov irányításával. A gép kipróbálása 1972 folyamán befejeződött, és kis sorozatot gyártottak belőle, mintegy 25 gépet, melyet elsősorban a csapatpróbákra használtak.

#### MiG–23BN Flogger-H
A sorozatgyártott MiG–23BN fő eltérése elődjétől a Tumanszkij R29–B–300 hajtómű beépítése volt, mely a gyakorlatban egyszerűbben karbantarthatónak bizonyult, bár fogyasztása nagyobb volt a Ljulka AL–21-nél. Az eredetileg szuperszonikus vadászrepülőgépekre tervezett hajtóművet optimalizálták a szubszonikus repülésre. A navigációs rendszer a továbbfejlesztett Szokol–M lett. A változatból 624 darabot gyártottak, nagy részüket exportra, a Szovjet Légierő csak körülbelül 100 darabot rendszeresített.

#### MiG–27 Flogger–D/J

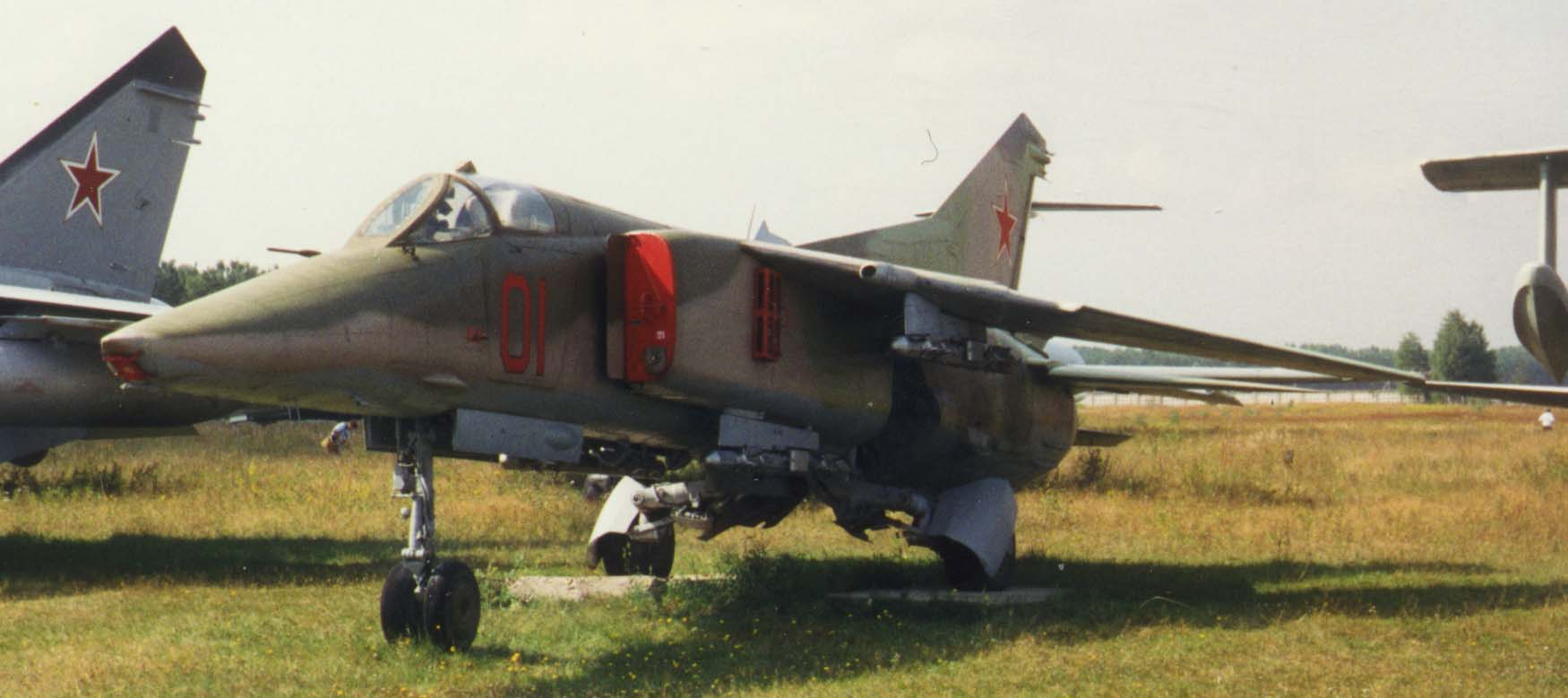
Szovjet MiG–27-es

A MiG–27 a MiG–23BN alapján, a Szovjet Légierő számára több változatban fejlesztett csapásmérő repülőgép. A levegő-beömlőnyílást leegyszerűsítették, ezzel mintegy 300 kilogrammot sikerült megtakarítani. A törzs alá beépítették a GS–6–30 hatcsövű gépágyút 300 lőszerrel, mely hatalmas tűzerővel rendelkezett, de a gyakorlatban ezt lehetetlen volt kihasználni, mert a fegyver gyakran a repülőgép szerkezetében is károkat okozott, a leszálló fényszórók szinte minden tűzmegnyitásnál összetörtek, emellett a lőszer elakadásakor esetenként felrobbant, ami szinte mindig a gép elvesztéséhez vezetett, ezért a gépágyút csak harci helyzetben tárazhatták be.
A repülőgép a lényegesen korszerűbb, részben digitális PRnK–23 navigációs rendszert kapta, emellett giroszkóppal stabilizált lézeres célmegjelölő berendezést építettek az orrba, a lézertávmérő helyére.
Az első MiG–27-es 1972. november 17-én emelkedett a levegőbe, Valerij Menyickij irányításával. Összesen 1075 repülőgépet gyártottak, ebből 165-öt az Indiai Légierő számára, részben licencben, a Hindustan Aircraft Limited gyártott Indiában.

## Megrendelő és üzemeltető országok

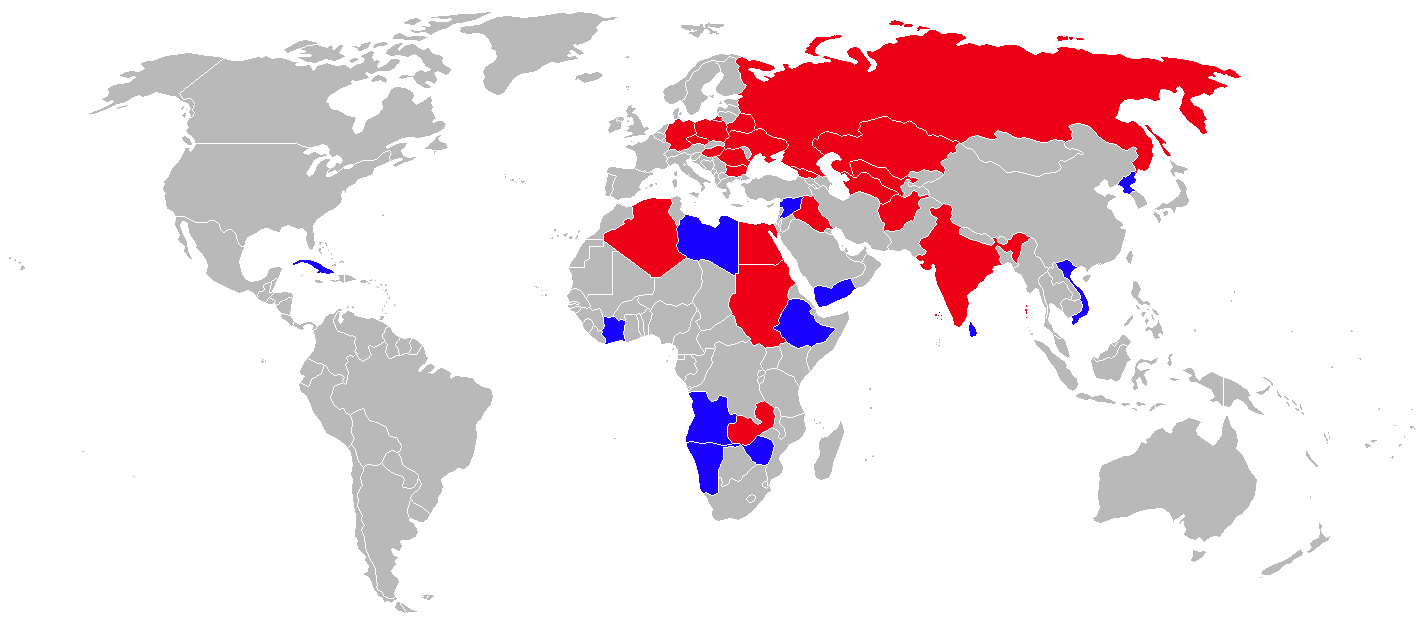
A MiG–23 korábbi (sötétvörös) és jelenlegi (kék) üzemeltetői világtérképen

### A volt Varsói Szerződés-tagállamok
A Varsói Szerződés tagállamaiban eredetileg a MiG–23-assal tervezték leváltani az összes MiG–21-est, de a lomha, viszonylag drága és nehezen üzemeltethető gép nem tudta leváltani az igénytelen elődeit.

#### Szovjet Légierő

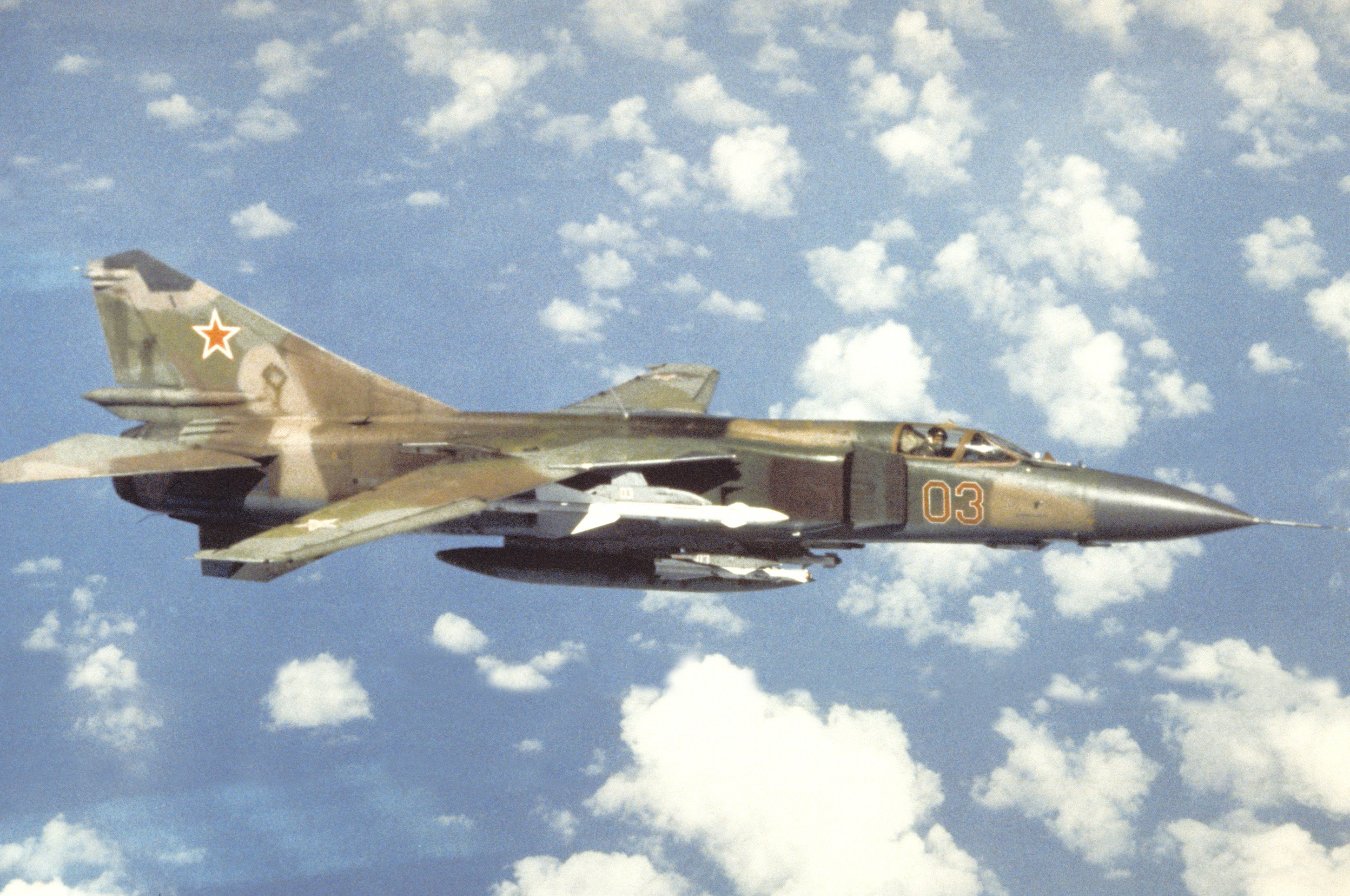
Szovjet MiG–23MLD két R–24 és két R–60 légiharc-rakétával

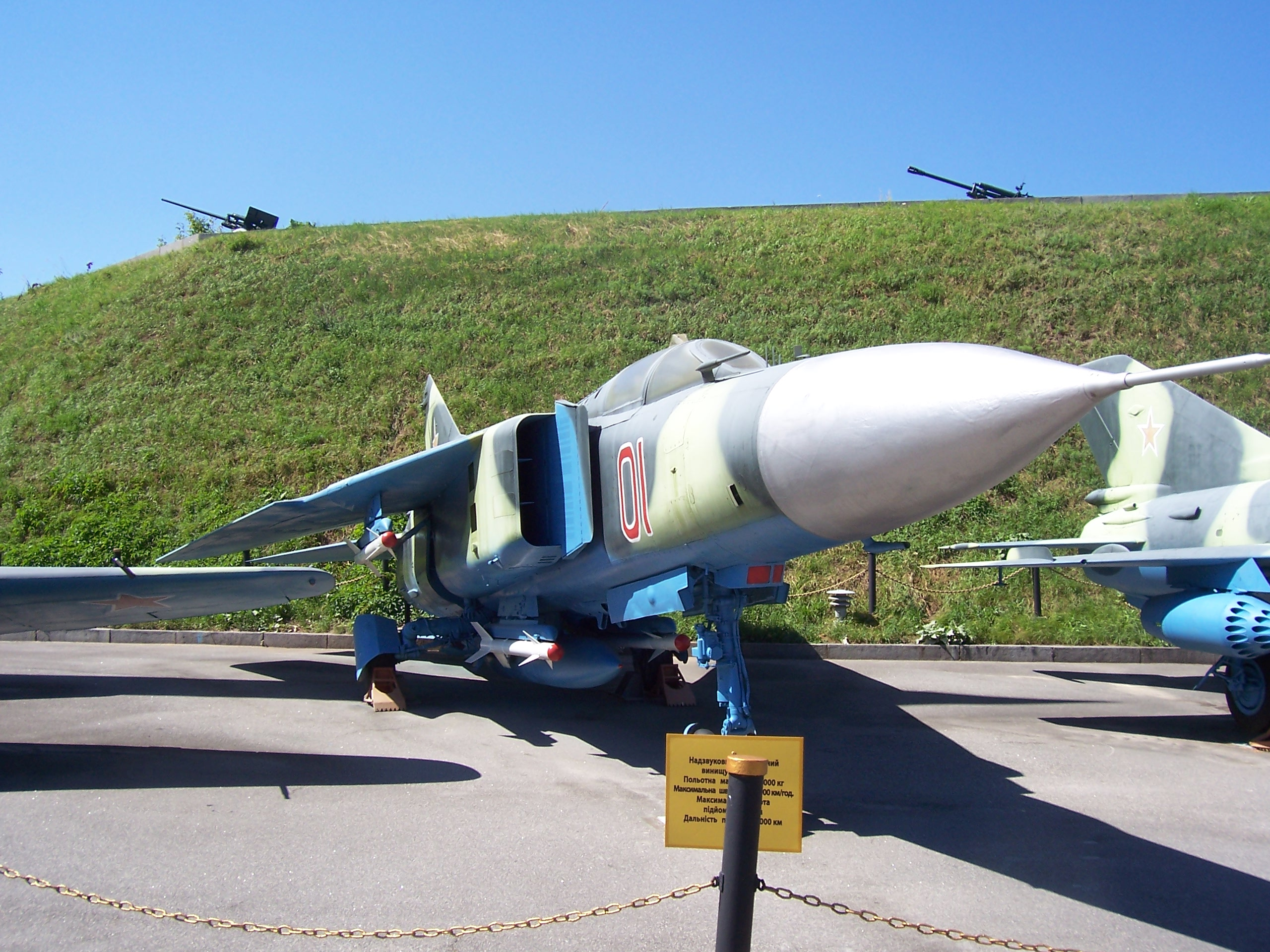
Szovjet MiG–23M Kijevben, a Nagy Honvédő Háború Múzeumában kiállítva, R–13 rakétákkal felszerelve

A Szovjet Front Légierő (VVSZ) a típus fő felhasználójaként 1990-ben 570 MiG–23-assal és 830 MiG–27-essel rendelkezett, a Honi Légvédelem (PVO) 420 géppel, ezeket az utódállamoknak adták át, nagy részüket, részben a CFE fegyverzetkorlátozási egyezmények miatt pár éven belül kivonták a hadrendből. A gépek számos külföldi repülőtéren állomásoztak, részt vettek az afganisztáni polgárháborúban elfogóvadászként, valamint a Korean Air 007-es járatának lelövésében, bár, mivel nem találták meg az eltévedt Boeing 747-est, azt végül egy Szu–15TM lőtte le.

##### A Magyarországon állomásozó szovjet csapatok
Magyarországon a MiG–23-ast és a MiG–27-est a szovjet Déli Hadseregcsoport több ezrede repülte az 1970-es évektől, ezek közül két egységet atomfegyverek bevetésére is alkalmassá tettek.
Az egyik a debreceni 88. vadászbombázó ezred volt, melynek a harmadik világháborúban az olaszországi célok támadása lett volna a feladata. Az eredetileg Debrecenbe települt 727. Gárda Frontbombázó Ezred Szu–24M vadászbombázóit 1987. július 10-én, a helyiek zaj elleni tiltakozása miatt az ukrajnai Kanatovóba vonták vissza, helyükre települtek az ottani ezred MiG–27-esei és MiG–23UB-i. Az ezred 39 gépét 1990. május 13-án repülték át Murmanszk melletti Olenyegorszkba.
A másik a kunmadarasi 1. Gárda-vadászezred (1. GvAPIB), mely legrégebbi szovjet-orosz repülőalakulat volt (1913-ban alakult), 1989 nyarán, nem sokkal kivonása előtt fegyverezték át Szu–17M2-ről MiG–27 és MiG–23UB gépekre, feladata az ausztriai célok támadása lett volna. Az ezred három repülőszázadának a kivonás idején 36 MiG–27D és 11 MiG–23UB repülőgépe volt.
Kiskunlacházán a 14. „Leningrádi” (A cím a Leningrád ostrománál szerzett második világháborús érdemekre utal) Gárda-vadászezred (14. GvIAP) MiG–21-eseit 1975-ben cserélték MiG–23M-ekre és UB-kre. Az ezred egyik századát szintén alkalmassá tették atomfegyverek hordozására, a repülőtéren szintén kiépítettek atomfegyverek tárolására szolgáló bunkereket. 1979-ben érkeztek az első MiG–23ML-ek. Magyarországon ez volt az első MiG–29-re átfegyverzett ezred, 1986 augusztusában érkezett meg az első öt gép, a MiG–23-asokat Türkmenisztánba, Kizil-Arvatra repülték át, valószínűleg ma is ott vannak. Az ezred 45 gépét 1991. május 20-án telepítették át Kubinkára, Moszkva mellé.
A Hévíz-Balaton nemzetközi repülőtéren 1976-tól települtek az 5. „Berlini” GvIAP MiG–23M, később MiG–23ML és MLA elfogóvadászok, ezeket 1989-ben váltották a MiG–29-esek. Az ezredet a kivonással megszüntették, utolsó gépeit (16 MiG–29A és 1 MiG–29UB) 1990. október 4-ére repülték át Fehéroroszországba, a bjazorai 927. IAP részére átadva őket.
A Magyarországra települt gépekkel számos súlyos baleset történt. 1986-ban a 14. GvIAP egyik MiG23–UB-je a Kiskunlacházához közeli Áporka általános iskolájára zuhant, de csak könnyű sérültek voltak.

##### Orosz Légierő
Az egykori Front Légierőtől és a légvédelemtől mintegy 1550 hadrafogható MiG–23-ast (a Front Légierőtől 700, a honi légvédelemtől 850 gépet) és 300 MiG–27-est örököltek.
A gépeket a CFE fegyverzetkorlátozási szerződés után az elsők között konzerválták, még az 1990-es évek első felében. 2008-ra az összeset kivonták a hadrendből, jelenleg használaton kívüli reptereken tárolják, vagy már selejtezték őket.

##### Azerbajdzsáni Légierő
A Szovjetuniótól örökölt MiG–23-asokat bevetették a hegyi-karabahi háborúban, melynek során az örmények legalább egy gépet lelőttek 1992 őszén. Napjainkra kivonták őket a hadrendből.

##### Fehérorosz Légi- és Légvédelmi Erő
A Szovjetunitól mintegy 45 MiG–23MLD-t örököltek, ezek egy része még szolgálatban állhat.

##### Kazah Légierő
A szovjet örökségből származó mintegy 25 MiG–23M-et és UB-t 2000-re kivonták a hadrendből.

##### Ukrán Légierő

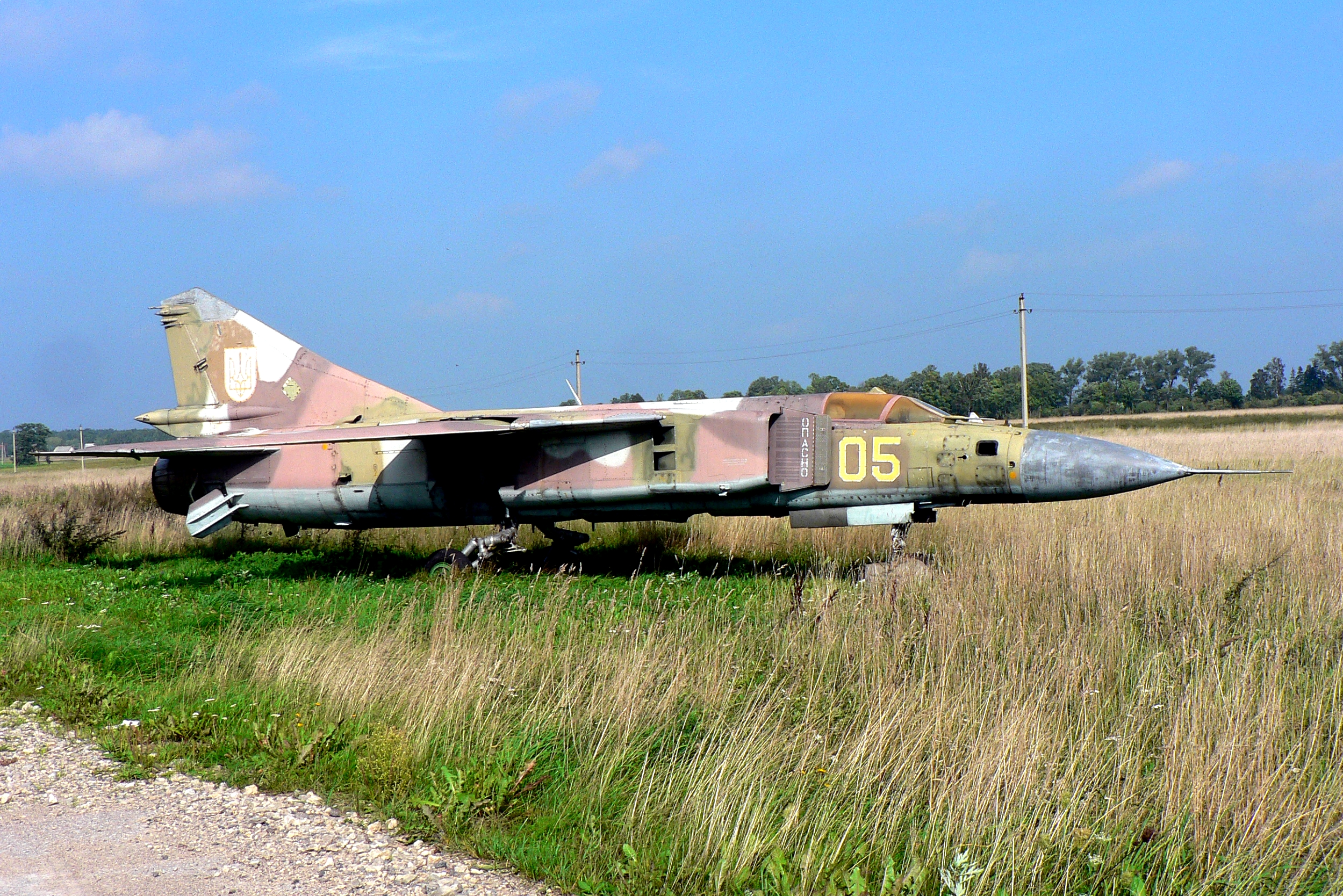
Selejtezett ukrán MiG–23MLD roncsa

A Szovjetuniótól mintegy 140 MiG–23-ast örököltek, ezeket 2000-re kivonták a hadrendből.

##### Üzbegisztáni Légierő
Néhány MiG–23-ast örökölt, ezek egy része (35 gép) Chirchiq repülőterén van tárolva.

##### Türkmenisztáni Légierő
A Szovjet Hadsereg Turkesztáni katonai körzetének egységeitől 172 MiG–23M-et és UB-t örökölt, ezeket 2000-re kivonták a hadrendből, egy részüket Aşgabat (az egykori 152. IAP gépeit) és Nebit Dag (a 179. IAP gépeit) és Kizil-Arvat (a 217. IAP gépeit, a reptéren legalább 160 MiG–23-as van összegyűjtve, többek között az egykori kiskunlacházi 14. GvIAP gépei) katonai repülőterein tárolják.

#### Bolgár Légierő
Összesen 33 MiG–23BN-t, 12 MiG–23MF-t, 1 MiG–23ML-t, 8 MiG–23MLA-t, 21 MiG–23MLD-t (ötöt a visszaküldött 3 MiG–25 helyett) és 15 MiG–23UB-t állított hadrendbe, az utolsó gépeket 2002-ben vonták ki a hadrendből.

#### Csehszlovák Légierő

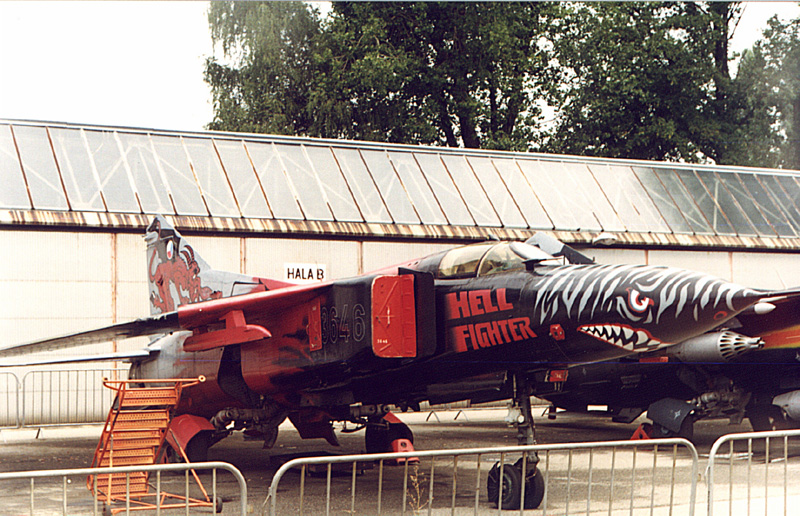
Diszfestést kapott cseh MiG–23MF a Kbely repülőmúzeumban

Csehszlovákiába 1977-ben érkeztek az első MiG–23-asok, összesen 13 MiG–23MF, 17 MiG–23ML, 32 MiG–23BN és 8 MiG–23U állt hadrendbe. Négy repülőegységben üzemeltették őket: Čáslavon a 28. SBOLP (vadászbombázó-ezred) MiG–23BN-eket, a 41. SLT (elfogóvadász-század) MiG–23ML-eket, az 1. SLP (elfogóvadász-ezred) (Bechyně, Ceske Budejovice) MiG–23MF-eket és ML-eket, a 11. SLP (Žatec) MiG–23MF-eket repült.
 Cseh Légierő
Csehszlovákia felbomlása után az egykori Csehszlovák Légierő összes MiG–23-asa Csehországhoz került, ezekről Szlovákia lemondott, cserébe a MiG–29-esekből fele-fele arányban osztozkodtak a többi gépnél alkalmazott egyharmad-kétharmad helyett. Születtek tervek a gépek korszerűsítésére, többek között francia Matra Magic rakétákkal is kipróbálták a gépeket, de a fegyvert végül nem rendszeresítették. Az utolsó MiG–23BN-eket és MF-eket 1994-ben, a MiG–23ML-eket és UB-ket 1998-ban vonták ki a hadrendből.

#### Keletnémet Légierő

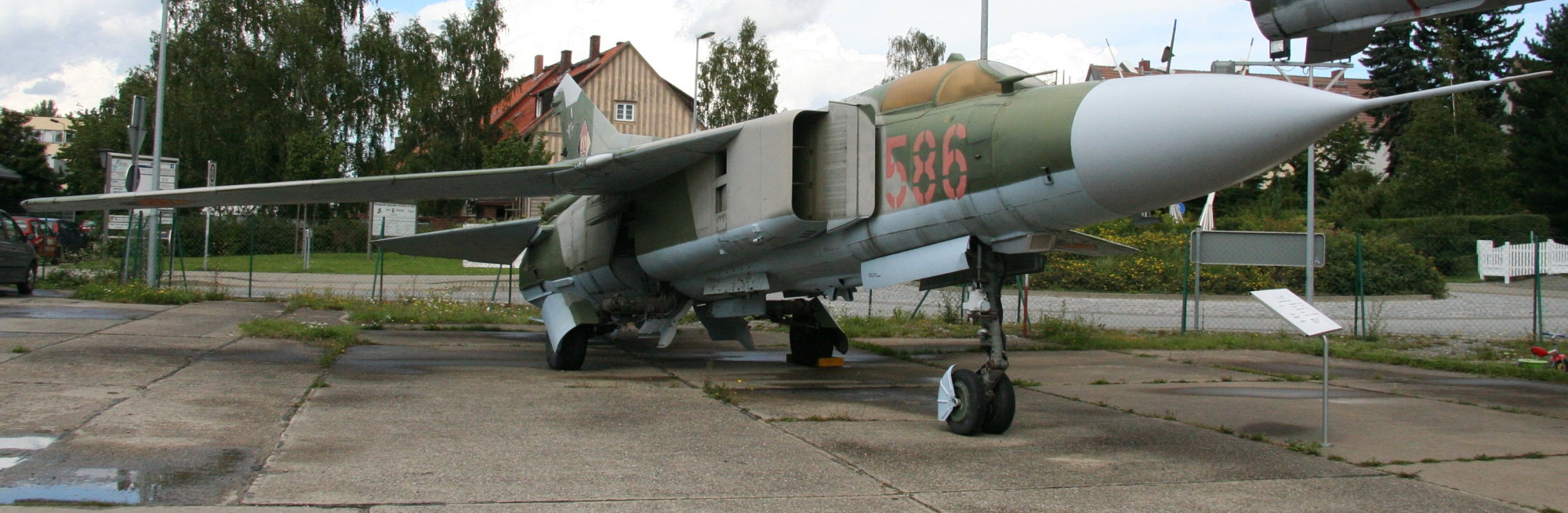
Az NDK légiereje JG 9 „Heinrich Rau” ezredének MiG–23MF-e

Az NDK-ban a MiG–23 két ezredben állt hadrendben. A JG 9 („Heinrich Rau”) Peenemündén települt, két MiG–23ML és egy MiG–23MF századdal (az első gépeket 1978-ban kapták meg, 1990-ben 10 MiG–23MF, 29 MiG–23ML és 5 MiG–23UB gépük volt).
A JBG 37 („Klement Gottwald“) Drewitzben 1980-ban kapta meg az első gépeit, két századnyi, összesen 20 MiG–23BN-t (német elnevezésük MiG–24BN, azon logika alapján hogy a szovjet repülőgépeknek általában a vadászváltozatai páratlan, a csapásmérő változatai páros típusszámot kaptak), illetve összesen 4 MiG–23UB-t. A gépeket Németország újraegyesítése után kivonták a hadrendből, nagy részük múzeumokba került.

#### Lengyel Légierő

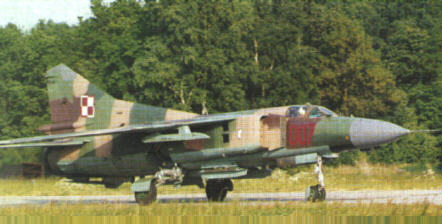
Lengyel MiG–23MF

1979 és 1982 között 36 MiG–23MF-et és UB-t állítottak hadrendbe. A gépeket a 28. PLM (Słupsk) üzemeltette. A legutolsókat 1999 szeptemberében vonták ki a hadrendből.

#### Magyar Légierő

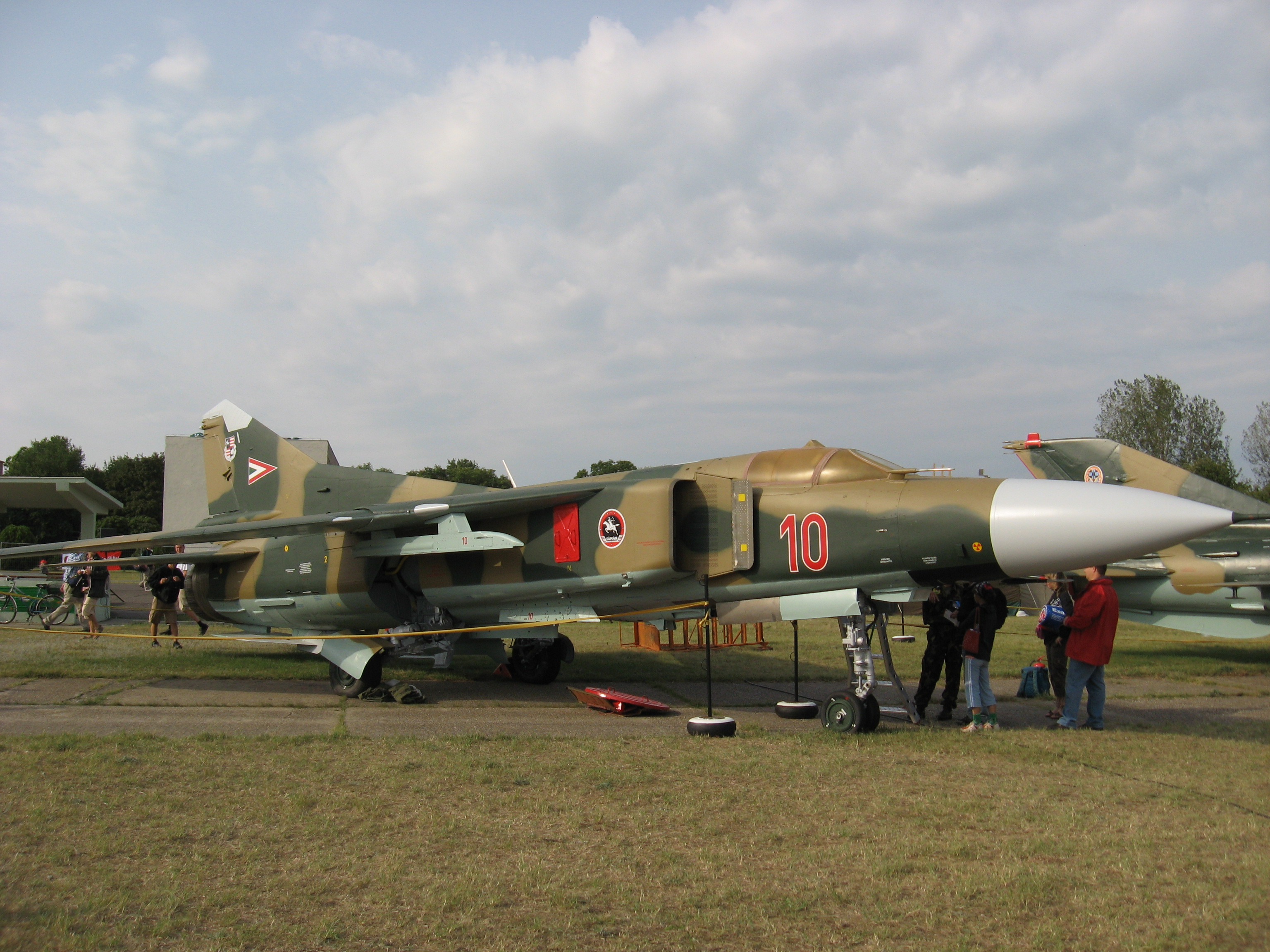
A Magyar Honvédség MiG–23MF-e a 2008-as Kecskeméti repülőnapon kiállítva

A Magyar Néphadsereg Honi Légiereje 12 db MiG–23MF-et (lajstromszám 01-től 12-ig) és 4 db kétüléses MiG–23UB-t (lajstromszámok: 14, 15, 16, 20) állított hadrendbe 1979-ben (a 16-os UB-t 1981-ben, a 20-ast pedig 1991-ben).
A típus üzemeltetése során 3 db együléses MF (05, 09, 04) és 2 db kétüléses UB (16, 14) semmisült meg.
- 1985. március 21-én a 05-ös lajstromszámú MiG–23MF repülés közben a 31-es törzskeret nem megfelelő hőkezelés miatt bekövetkező törése miatt elvesztette a stabilizátorát. Störk József százados a gépből Csömörnél sikeresen katapultált a becsapódás előtt. A többi 11 db gépen, majd más országok gépein is felfedezték ezt a hibát, a gyártó a típusra azonnali repülési tilalmat rendelt el. Ezt hat hónap múlva oldották fel, a javítás és a berepülés befejezése után.
- 1990. január 26-án a 16-os lajstromszámú UB-val Beled mellett Reinhardt Róbert százados és Bakó Ferenc ezredes a földnek csapódott. Mindketten meghaltak. A gép elvesztése után kapta a Szovjet Légierőtől 20-as lajstromszámú (nem hivatalosan „Rettegett Ivánnak” nevezett, amit a törzs oldalára is felfestettek, később felső utasításra a feliratot eltüntették) MiG–23UB-t a pápai ezred.[22]
- 1990. április 20-án a 09-es MiG–23MF-el Cseporán „Csepi” Mihály őrnagy Ajka mellett statikusan feltöltődött felhőbe repült be. A gépet villámcsapás érte, a hajtómű leállt. Mivel az újraindítási magasság alatt repült, a katapultálás mellett döntött, de előtte a gépet elvezette a lakott területek felől. A gép egy halastóba zuhant.
- 1990. szeptember 16-án a 04-es lajstromszámú MiG–23MF-el Soproni „Sopi” Károly őrnagy a  „Nyitott kapuk napja” repülőnap bemutatórepülése közben Pápán lezuhant. A gép a nézők szeme láttára ütközött a földnek, majd a már kigyulladt gép visszaemelkedve, 900-1000 méter repülés után visszazuhant a földre és elégett. Soproni őrnagy pilótahalált halt, az első földetéréskor fellépő elviselhetetlenül nagy G-terhelés miatt azonnal életét vesztette.
- 1995. szeptember 13-án Katovics Balázs és Mizsei Mihály századosok 14-es lajstromszámú, rádiólokátor nélküli MiG–23UB gépükkel összeütköztek a Taszárról felszálló 16-os lajstromszámú Szu–22M3-mal. A Szu–22-t vezető Katona István őrnagy sikeresen katapultált, gépe Kapolynál lezuhant, a függőleges vezérsíkját vesztett UB pedig a Pápai repülőtér felé vette a kurzust. Takácsi és Gyarmat között, Pápától 7 km-re lezuhantak, mindkét pilóta meghalt.[46]

A típust 1992-től a 47. Pápa Harcászati Repülőezred Sámán százada repülte. 1997-ben vonták ki a hadrendből és selejtezték le a gépeket (9 db MF, 2 db UB), a típus utolsó felszállását a 15-ös oldalszámú UB teljesítette, 1996. december 17-én.  A 06-os oldalszámú MF és a 15-ös UB a szolnoki repülőskanzenban, valamint a 12-es szintén Szolnokon, a 20-as oldalszámú UB pedig a keceli Pintér Művek Haditechnikai Parkban található meg. A 10-es oldalszámú MF-fet felújítva kiállították a 2009-es kecskeméti repülőnapon, illetve 2011. július 2-án felavatták a szintén felújított, szürkére festett 08-as oldalszámú MF-fet is, amely Pápa Bázisrepülőtéren került kiállításra. Ebben az évben, az 1990-ben a 16-os UB-vel lezuhant Reinhardt Róbert és Bakó Ferenc emlékhelyét (neve Bakó Ferenc ezredes és Reinhardt Róbert százados Emlékhely) felavatták Pápán, közel a lezuhanásuk helyéhez. Az emlékhely terepmunkája a videó szerint 2011. január 7-én kezdődött és január végén készült el, avatása január 29-én történt, három nappal a baleset 21. évfordulója után.

#### Román Légierő
A Román Légierő összesen 46 MiG–23MF és MiG–23UB gépet üzemeltetett 1979 és 2001 között, Temesvárott és a Konstanca közelében található Mihail Kogălniceanu légibázison. A román ipar az R–23 rakéta gyártására is felkészült, de erről utóbb letettek. A gépeket az általános repülési tilalom ellenére pár esetben bevetették a romániai forradalom alatt, határsértő repülőgépnek vélt légi célok ellen, amelyekről kiderült, hogy vagy szintén a repülési tilalom ellenére repülő román helikopterek, vagy a légvédelem zavarására bevetett pilóta nélküli repülőgépek és ballonok, melyek eredetét máig sem sikerült kideríteni.

### Fejlődő országok

#### Algériai Légierő
Összesen 29 MiG–23BN, MSz és UB áll hadrendben az eredetileg beszerzett 40 MiG–23BN-ből és 12 MiG–23MF-ből, al-Agvát (Laghouat) repülőterén.

#### Angolai Légierő
Angola légiereje 1984-től kapott MiG–23ML és MiG–23UB gépeket, összesen mintegy 80 darabot, melyeket intenzíven használtak az angolai polgárháborúban az UNITA és az őt támogató Dél-Afrika fegyveres ereje ellen. A gépeket rendszerint külföldi, főleg kubai pilóták repülték. Napjainkra 36 gép maradt, ezek közül 2005-ben 18 gép korszerűsítését és élettartam-hosszabbítását kezdték meg orosz és ukrán cégek, többek között alkalmassá téve őket az R–77 aktív lokátoros önirányítású légiharc-rakéták alkalmazására.

#### Egyiptomi Légierő
Egyiptom a MiG–23-asok egyik első alkalmazója volt, az első gépeket már 1970-ben meg akarták rendelni, jellemző, hogy ekkor még a Szovjetunióban sem állt hadrendbe a típus. Az első gépeket 1974 elején kapták, és összesen 20 gép állt hadrendbe (8 MSz, 8 BN és 4 UB). A Camp David-i béke után a Szovjetunióval megromlottak a kapcsolatok, a gépeket emiatt, alkatrész híján, kivonták a hadrendből. 1978-ban, fegyverekért cserébe, Kínának adtak többek között 2-2 MiG–23MSZ, BN és UB repülőgépet, majd az Egyesült Államoknak 6-6 MiG–23MSZ-t és BN-t.

#### Elefántcsontpart Légiereje
Két MiG–23MLD-t vásároltak Bulgáriától, használtan, 2003-ban.

#### Etióp Légierő
Etiópia légiereje 1977 novemberétől kezdve kapott kb. 40 MiG–23BN-t, MiG-23ML-t és MiG–23UB-t, a 3. repülőezredbe, Dire Dawa légibázisra telepített gépeket kubai pilóták repülték. Leszállításuk után azonnal bevetették az ogadeni háborúban a szomáliai megszállók ellen, a nagy tömegben bevetett korszerű repülőgépek gyorsan megfutamították az ellenfelet. Az Eritrea elleni háborúban súlyos veszteségeket szenvedtek, 1984. május 21-én az Aszmara légibázis elleni rajtaütéskor legalább 16 gépet semmisítettek meg a földön. Az 1990-es évek végén a megmaradt 8–9 repülőgépet felújították és bevetették Eritrea elleni következő háborúban, legalább két gépet az eritreaiak lelőttek. 2006-ban Szomália egy részének etióp megszállásakor még bevetették a maradék MiG–23-ast.

#### Észak-Koreai Légierő
A 35. repülőezred két századában Kaech'on légibázison, 46 MiG–23ML és 10 UB áll rendszerben.

#### Iraki Légierő

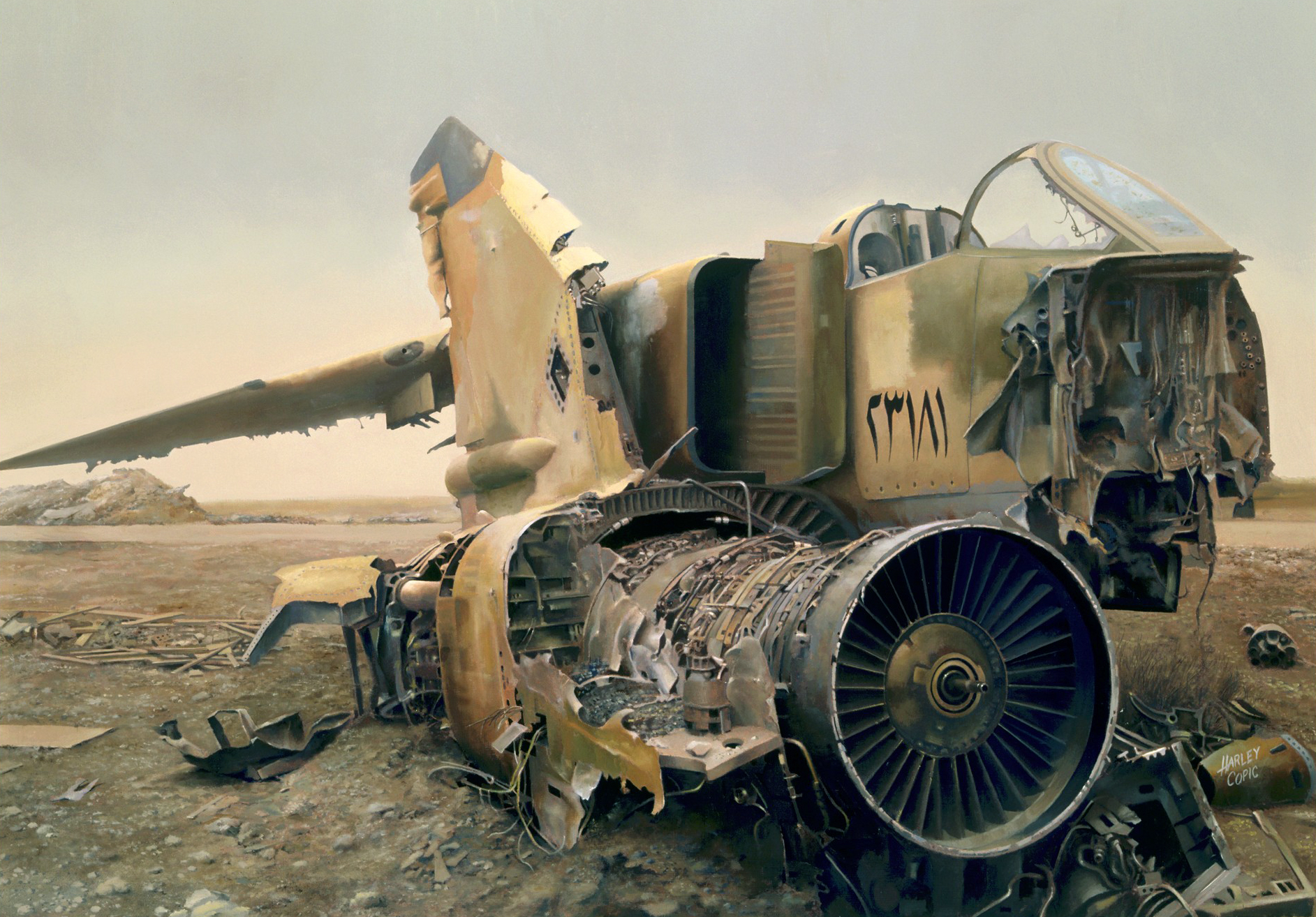
Megsemmisült és szétvágott iraki MiG–23, valószínűleg BN, Irak 2003-as megszállása után. A függőleges vezérsík felső tetejéhez közel (sötétzöld, a szürke burkolat aljánál, oldalt, nem a kilépőélen) látható az utólag felszerelt SzPO–15 besugárzásjelző berendezés

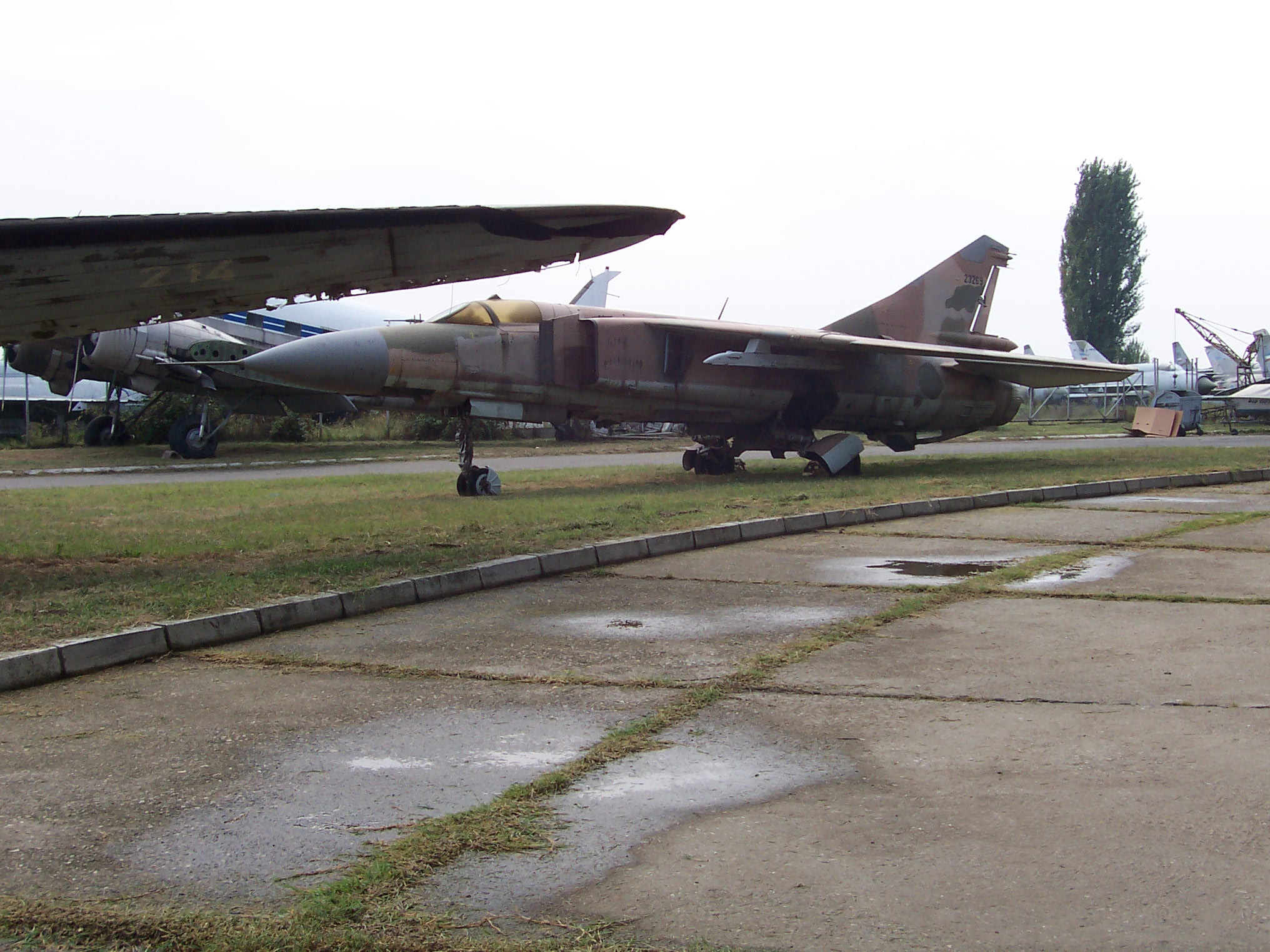
Iraki MiG–23MLA a Jugoszláv Repülési Múzeumban, Belgrádban kiállítva. A gépet nagyjavításra szállították Jugoszláviába, az öbölháború után már nem adták vissza Iraknak, amely az egyébként már harci értékkel nem bíró gépek visszaszállítását napjainkban is követeli.

Irak a MiG–23 egyik első megrendelőjeként már 1974-ben 40 gépet rendelt, 18–18 MiG23–MSZ-t és BN-t, valamint 4 MiG–23U-t. A gépeket az akkortájt rendszeresítés alatt álló iráni F–14 Tomcatek ellenfeléül szánták, de hamar rá kellett jönniük, hogy a szovjet gépek nem ellenfelei az F–14-esnek, a MiG–23 még nem is észlelte az F–14-est, amikor az már rakétát tudott rá indítani. A gépeket szinte azonnal bevetették az 1975-ös, Irán elleni légicsapásban és ugyanekkor a kurdok elleni harcokban is. Ellentétben a vadászfeladattal, földi célok ellen a MiG–23BN-ek jól beváltak. Az irak–iráni háború alatt a gépek alkották az Iraki Légierő gerincét, 1982-től álltak hadrendbe a korszerűbb MiG–23MF és ML típusok.
Az irak–iráni háború kitörésekor MiG–23-asok repültek a 63. vadászszázad (Kajjára-Nyugat légibázis, MiG–23MLA), 39. „Bagdad védői” század (Tammúz légibázis, MiG–23MSZ), 84. század (al-Valíd/H-3 légibázis, MiG–23MSz), a 23. vadászbombázó-század (Abu Ubajda al-Dzsarráh légibázis, MiG–23BN), a 73. század (Ali ibn Abi Tálib légibázis, MiG–23MF) és a 77 vadászbombázó-század (Ali ibn Abi Tálib légibázis, MiG–23BN) kötelékében.
Az 1980-as években a Mirage F.1-esek francia exportjához kapcsolódóan számos korszerűsítésen is átestek, többek között francia eredetű légi utántöltő berendezést kaptak, legalább egy esetben a gép törzs alatti, középső fegyverfelfüggesztő csomópontjáról AM.39 Exocet rakétát is indítottak, de ez a MiG–23 teljesen inkompatibilis és a feladatra teljesen alkalmatlan avionikája miatt csak külső célkereséssel és -megjelöléssel működhetett volna, nem alkalmazták. Az R–60 légiharc-rakétát csak 1983-tól szállították Iraknak, emiatt fegyverzetükbe integrálták a francia R550 Magic légiharc-rakétákat is. A gépek legalább egy részét felszerelték a korszerűtlen Sziréna 3 helyett a Szu–22M4-esekről leszerelt SZPO–15 besugárzásjelző berendezésekkel és KDSZ infracsapda-szórókkal, emellett egyes források szerint, a bal szárnytő alatti csomópontra felszerelhető volt a Mirage F.1-esekhez vásárolt Remora rádióelektronikai zavarókonténer.
Az öbölháborúban a gépek még hadra foghatóak voltak, bár számos gép éppen Jugoszláviában (amely nem is alkalmazta a MiG–23-ast) volt nagyjavításon, több példányukat lőtték le F–15-ösök. Mintegy 10 gép szökött Iránba, ezeket a gépeket később eladták Szudánnak.

#### Indiai Légierő

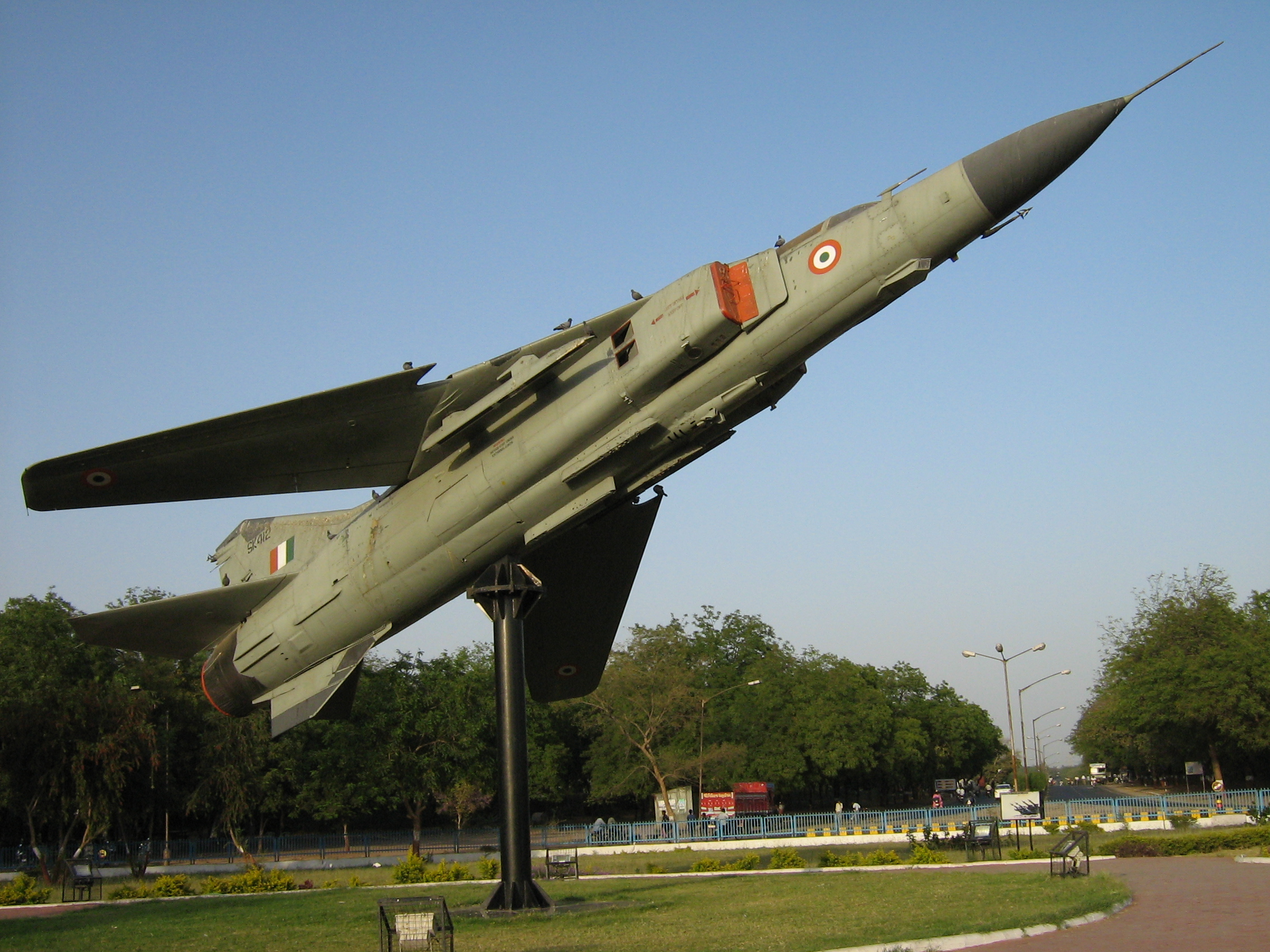
Szolgálatból kivont és kiállított indiai MiG–23MF

A MiG–23MF-et 1982-ben állították hadrendbe, elsősorban a Pakisztán által újonnan beszerzett F–16-osok ellensúlyozására, a 222. „Warlords” (Adampur) és a 224. „Tridents” (Jamnagar) század állományában. A gépeket 2007-ben kivonták a hadrendből. A MiG–23BN mintegy 20 példányát is rendszeresítették 1982 februárjában, (a 221. „Valiants” század, Halwara), ezeket az 1984-es összetűzésben már bevetették, az 1999-es kargili konfliktusban 155 bevetést teljesítettek SZ–5 nem irányított rakétákkal és 500 kilogrammos bombákkal. 2009. március 6-án szálltak fel utoljára. A MiG–23UB rendszerben maradt, a mintegy 165 MiG–27 mellett, melyeknek alapos felújítása 2008-ban kezdődött meg, többek között a MiG–29-esek RD–33-as hajtóművét kapták meg.

#### Jemeni Légierő
25 MiG–23BN és UB állt hadrendben Szanaában, valószínűleg már nem aktívak.

#### Kubai Légierő
A Kubai Légierő nagy mennyiségben üzemelteti a típust, a gépeket „internacionalista segítségnyújtás” keretében tömegesen vetették be Afrika két országában, Etiópiában és Angolában is. Az első 14 MiG–23BN és 2 MiG–23UB 1978 júniusában érkezett, ezeket egy-egy újabb század követte 1982-ben és egy még később, az 1980-as években. 1984-ben 24 MiG–23MF, a következő évben 14 MiG–23ML elfogóvadász érkezett, így összesen öt század repülőgép állt hadrendbe. A gépek érkezése azonnal diplomáciai válságot okozott, az Egyesült Államok szerint a gépek ugyanis felszerelhetőek atomfegyverekkel, és így megsértik a kubai rakétaválságot lezáró szerződést. Az amerikai aggodalmakra jellemző volt, hogy még két SR–71-átrepülést is engedélyeztek 1978 novemberében a szigetország felett. Az amerikaiak végül belenyugodtak a gépek jelenlétébe, de a térség velük szövetséges országaiba korszerűbb fegyverek szállítását is engedélyezték, Venezuela így kaphatott 24 F–16-ost.
1991. március 20-án a 772-es lajstromszámú MiG–23BN-nel Orestes Lorenzo őrnagy Floridába, Key West légibázisra szökött (a gépet később visszaszolgáltatták Kubának), majd 1992. december 19-én egy Cessna 310-es kisgéppel vakmerő módon visszarepülve (egy úton szállt le) megszöktette családját is. 1996. február 24-én egy MiG–23-as részt vett a kubai emigránsok Band of the Rescue szervezete két amerikai Cessna 337-esének lelövésében, bár a két rakétát egy MiG–29UB indította.

#### Líbiai Légierő
Líbia a típus egyik legaktívabb üzemeltetője, összesen mintegy 130 gépet vásárolt, az ország szinte mindegyik határánál zajlott olyan fegyveres konfliktus, ahol a gépeket bevetették. Az első gépek 1974 és 1976 között álltak hadrendbe (54 darab MiG–23MSZ és MiG–23U, majd további MiG–23BN-ek), ezeket szinte azonnal bevetették az 1977 júliusi líbiai-egyiptomi háborúban. A gépek emellett részt vettek a Földközi-tenger felett számos légi incidensben, és a Csádi polgárháborúban.
1992. december 22-én egy kiképzőrepülést végrehajtó MiG–23UB összeütközött a Libyan Arab Airlines Tripoli nemzetközi repülőtéren történő leszálláshoz készülődő Boeing 727-esével, melynek eredményeképpen mindkét gép lezuhant, a fedélzetükön tartózkodó összesen 157 ember halálát és a líbiai repüléstörténet legsúlyosabb légi katasztrófáját okozva. A gépek hadrafoghatósága az országot az 1990-es és 2000-es években sújtó embargó miatt leesett, de 2009-ben még volt bevethető gép, mert egy MiG–23UB a LAVEX fegyverkiállításon lezuhant, a két pilóta halálát okozva.

#### Sri Lanka-i Légierő
2000-ben vásároltak Ukrajnától hat MiG–27-est és egy MiG–23UB-t, összesen 14 millió dollárért, a gépeket bevetették a Srí Lanka-i polgárháborúban, a Tamil Tigrisek ellen.

#### Szír Légierő

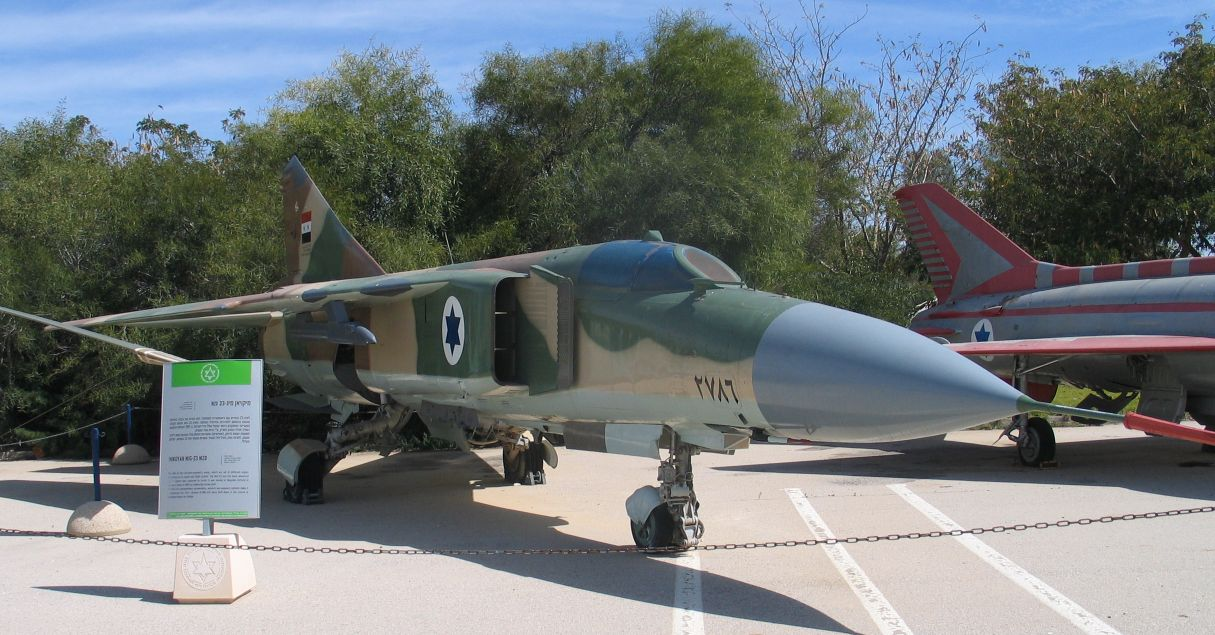
Izraelbe szökött, és ott kiállított szír MiG–23ML

A típus egyik első külföldi alkalmazója, az első példányokat egy An–22-es még 1973. október 14-én, a jom kippuri háború alatt szállította Szíriába, de ezek a gépek a háborúban már nem vettek részt. Az 1970-es és 1980-as években a légierő gerincét adta a típus. Részt vettek az 1970-es évek felőrlő háborújának légi harcaiban és az ötödik arab-izraeli háborúban. 2002 áprilisában valószínűleg egy MiG–23ML lelőtt egy másik izraeli, pilóta nélküli repülőgépet. Jelenleg is 146 példánya áll hadrendben, SZM, MF, ML, MLD, UB és BN változatok: a 678. század (MiG–23MSZ, Abu d-Duhor), a 675. század (MiG–23MF, Sadzsrat), a 695. és 698. század (MiG–23BN, an-Nászirijja), a 77. század (MiG–23ML, Mardzs Ruhajjil) és egy század MiG–23ML Dumajr repülőterein.

#### Szudáni Légierő
A puccsokkal és polgárháborúval sújtott ország első 12 MiG–23BN-t Líbiától kapta, 1987 végén, ezeket azonnal, 1988 elején bevetették az ország déli részének keresztény felkelőit tömörítő SPLA (Sudan People's Liberation Army, Szudáni Népi Felszabadító Hadsereg) ellen, az összecsapásokban legalább három gépet lelőttek, másik három lezuhant. 1992-ben Irántól megszerezték az Iraki Légierő az öbölháború végén oda menekült mintegy 10 repülőgépét. Az 1990-es évek végétől, mivel a déliek egyre jobban szervezett gerillaakcióival nem tudtak mit kezdeni, megkezdték a déli lakosság módszeres terrorizálását, a gépekkel kifejezetten nagy tömegeket befogadó közintézményeket, iskolákat, kórházakat, a dárfúri konfliktus menekültjeinek táborait támadták, gyakran kazettás bombákkal, 2002 októberétől már vákuumbombákkal is, gyakorlatilag büntetlenül.

#### Zimbabwe Légiereje
Három, Líbiából használtan beszerzett MiG–23M és UB áll rendszerben.

### Az Amerikai Egyesült Államok Légiereje
Az Amerikai Légierőnek minden pénzt megért, hogy a szovjet haditechnikát minél alaposabban megismerje, annak legyőzésére katonáit kiképezze, ezért igyekeztek a legkülönbözőbb forrásokból szovjet fegyvereket szerezni, azokat minél életszerűbb körülmények között kipróbálni. A Constant Peg program keretében egy repülőszázadot, a titkos tonopahi körzetbe települt 4477th Test and Evaluation Squadront (Red Eagles, azaz Vörös Sasok) szereltek fel a megszerzett MiG–17, MiG–21 és MiG–23 repülőgépekkel, melyekkel légi harcokban az ellenség szerepét játszották, abszolút reálisan. A MiG–23-asokat elsősorban Egyiptomból szerezték be, ezek üzemeltetése logisztikai rémálomnak bizonyult, a gyakran meghibásodó repülőgéphez minden pótalkatrészt helyben kellett legyártani. A század 1988 márciusi feloszlatásáig legalább két MiG–23 zuhant le, legalább az egyik pilótája, Mark F. Postai százados meghalt. Napjainkban az Egyesült Államokban legalább egy repülőképes állapotú magán-üzemeltetésű gép van.

## Harci alkalmazása

### Afganisztáni polgárháború
Az Afgán Légierő már az 1970-es évektől használta a Szu–7-est, így a csapásmérő feladatkörben az utódtípus, a Szu–22-es állt hadrendbe és repült bevetéseket a polgárháborúban, és logisztikai okokból a szovjet légierő is ezt a típust preferálta a MiG–23BN és a MiG–27 helyett. Mivel azonban a bevetések egy részét az ellenséges Pakisztán határaihoz közel kellett repülni, nem ritkán a határ túloldalán csapást mérve a mudzsáhidek táboraira, így az 1980-as évek közepétől egyre gyakoribbá váltak a légi incidensek, emiatt egy ezred MiG–23MLD-t telepítettek Bagram és Shindad repülőterére. A 120. IAP 34 gépe (29 MiG–23MLD és 5 MiG–23UB) több esetben vett részt légi harcokban is, elsősorban a Pakisztáni Légierő F–16A-ival.
1987. április 29-én, miközben négy MiG–23-as aknákat telepített egy, a mudzsáhidk által használt hegyi út környékén, két F–16-os megtámadta őket, majd az egyik támadó gép lezuhant. Máig sem tisztázott, mi történt, a szovjetek többször állították, hogy ők lőtték le az F–16-ost, de ezt bizonyítani nem tudták, egy másik változat szerint a MiG–23-asok által leszórt aknafelhőbe repült be az egyik gép, és aknával ütközött. A legvalószínűbb, hogy a kísérő által elindított AIM–9 Sidewinder repülés közben az intenzíven manőverező vezérgépre fogott be, és eltalálta azt.
1987-ben újabb repülőezredet, a 168. IAP-ot telepítettek Afganisztánba, szintén Bagramba. 1988. szeptember 22-én egy F–16 géppár elfogott egy 12 gépes (!) szovjet köteléket, de csak egy gépet sikerült megrongálniuk. Későbbi szovjet állítások szerint az akció csapda volt, az akkor már kivonulófélben levő szovjetek szerettek volna a vakmerő pakisztáni F–16-osok közül egyet lelőni. 26-án egy MiG–23 géppár két iráni AH–1J-t lőtt le, valószínűleg R–24 rakétával, Shindandtól 75 kilométerre. Az afgán rezsim összeomlása közeledtével egyre több dezertálás és merényletkísérlet történt, 1987 végétől afgán repülőgépek többször is bombázták a kabuli elnöki palotát, az ilyen gépek elfogására a Bagramba telepített MiG–23-asokat már alkalmatlannak tartották, és Kabul légterének védelmére már MiG–29-eseket telepítettek Türkmenisztánba, a Termez légibázisra.

### Ötödik arab-izraeli háború
A MiG–23-as az 1980-as évek elején a Szír Légierő alapvető típusa volt, és MSZ, MF és BN változatai fő szerepet játszottak az ötödik arab–izraeli háborúban (a korszerűbb ML-eket 1982 decemberében, közvetlenül a háború után kezdték leszállítani). Szír állítások szerint számos izraeli gépet lelőttek velük, az első két F–4-est 1974. április 19-én.
1982. június 7-én szír állítások szerint három MiG–23-as F–16-osokkal csapott össze, és két gépet lelőttek R–23 rakétákkal. Másnap hasonló helyzetben egy újabb, majd 9-én, szintén hasonló helyzetben még egy gépet lőttek volna le. Még aznap egy MiG–23MSz géppár lelőtt egy izraeli RF–4-est (mielőtt F–15-ösök lelőtték volna őket), majd 11-én egy újabb géppár egy újabb RF–4-est lőtt le. A háborúban összesen hat F–16A-t, öt F–4E-t, egy-egy E–2C-t, F–15-öst, A–4-est és egy BQM–34 pilóta nélküli repülőgépet. Izrael ebből egy gép elvesztését sem ismeri el, viszont szerinte a Libanon felett lelőtt 85 szír repülőgépből legalább 26 MiG–23 volt.
A MiG–23BN változata a konfliktus idején három, ezred méretű repülődandárban állt hadrendben: a 34. (an Nasszírija), és a 68. (Homsz) bombázó repülődandárnál és a és a 17. vegyes repülődandárnál Szaikal repülőterein. A gépekkel mindössze 30 bevetést repültek, ezalatt nem kevesebb, mint 14 gépet vesztettek. A gépek alkalmazását alapvetően megnehezítette az izraeli légi fölény, az izraeliek E–2C Hawkeye légtérellenőrző repülőgépei gyorsan észlelték a behatoló szír gépeket, amiket 5-10 percen belül elfogtak a járőröző F–15-ösök vagy F–16-osok, ezzel szemben a támadó szír gépekkel a megbízható rádió-összeköttetést sem tudták biztosítani a hegyes terep adottságai és az izraeli rádióelektronikai zavarás miatt, így a pilóták az őket elfogó gépek ellen saját szemükre és a megbízhatatlan SzPO–10 besugárzás-jelzőjükre hagyatkozhattak. Saját vadászgépeik magukat sem tudták megvédeni, a csapásmérő kötelékeknek a közelében sem jártak, amikor szükség lett volna rájuk. A felderítés elégtelen mivolta miatt a repülőgépek nem tudtak gyors, meglepetésszerű csapást mérni, hanem viszonylag sok időt kellett eltölteniük céljaikat keresve, közepes magasságon, kiszolgáltatva magukat az izraeli csapatlégvédelemnek. A gépek felszereltsége is gyenge volt, jellemző, hogy infracsapda-szóró berendezésekkel sem voltak felszerelve.

### Irak–iráni háború
Az irak–iráni háború első felében a MiG–23-asok alkották a légierő gerincét, és szerepük meghatározó volt. 1980. szeptember 22-én a háború kezdetét az iraki MiG–23-asok megelőző légicsapása jelentette iráni légibázisokra, mely hasonló lett volna a hatnapos háború Fókusz hadműveletéhez, de a hadműveletben részt vevő gépek kis száma – hajnali 1:45-kor hat MiG–23-as a huzesztáni Ahváz légibázist, egy órával később a teheráni Mehrabad légibázist másik három gép támadta – és az iráni repülőgép-bunkerek jól megerősített volta miatt a támadás olyan kevés kárt okozott, hogy az iráni forradalom után egyébként meglehetősen szétzilált Iráni Légierő már másnap megkezdhette a Kaman 99 hadműveletet, melynek során 140 iráni gép mért súlyos csapást az iraki repülőterekre. A háború elején a Baszra melletti Shoibiyah légibázison a Szovjet Front Légierő repülőgépei, többek között legalább nyolc MiG–23MLA is állomásozott, ezekre a háború kirobbanásának másnapján már csapást mértek iráni F–4-esek, így Qayyarah-Nyugat légibázisra vonták őket vissza, távolabb a fronttól, de így is keveredtek légi harcokba, 1980. október 29-én egy iráni F–14A egyszerre négy szovjet MiG–23-ast lőtt le. 1981 áprilisára a szovjet pilótákat kivonták Irakból, gépeiket átadták az Iraki Légierőnek. (A szovjet pilóták mellett az iraki gépeket jugoszláv, román és keletnémet pilóták is repülték.)
A MiG–23MF-ek és ML-ek nem váltották be a hozzájuk fűzött reményeket, melyek szerint az iráni F–14-eseket kellett volna ellensúlyozniuk, az F–4-esek és F–14-esek legalább 61 gépet lőttek le a háború során, légi harcban, jellemző módon egy F–14-es 1981. január 7-én egyetlen AIM–54 Phoenixszel egy négygépes köteléket, egy másik F–14-es 1982. július 21-én, szintén egyetlen AIM–54 Phoenixszel két gépet semmisített meg. A háború második felére a MiG–29-esek és a Mirage F.1-esek váltak az Iraki Légierő fő vadászbombázó repülőgépeivé.
A MiG–23BN-ek a földi csapatok támogatása mellett részt vettek a Tankerháborúban is, 1981. október 19-én 250 kilogrammos bombákkal elsüllyesztették a panamai Moira tankert, emellett megrongáltak több iráni hadihajót. A csapásmérő változatot a háború második felére főleg Szu–22-esekkel helyettesítették, a gépek ennek ellenére repültek még az öbölháborúban is.

### Öbölháború
Kuvait 1990 augusztus 2-ai megszállását egy század MiG–23BN is támogatta, közülük közül egy gépet egy kuvaiti MIM–23 Hawk üteg lelőtt. Az öbölháborúban a MiG–23-asoknak kevés szerep jutott, az amerikai gépek 10 gépet lőttek le, nagy részük Iránba menekült, ahol, más gépekkel (Mirage F.1, Szu–24, MiG–29) ellentétben, a MiG–23-asokat nem állították hadrendbe (Szudán vette meg őket). A háború után, a nemzetközi embargó miatt a gépek hadrafoghatósága leromlott, ezért igyekeztek az embargót kijátszva azokhoz pótalkatrészeket szerezni. 2000 körül Fehéroroszországtól szereztek be nagyobb mennyiségű alkatrészt, a gépek hajtóműveit pedig a Bosznia-Hercegovina szerbek lakta részén, Bijeljinában lévő Orao („Sas”) cég nagyjavította, de ezt 2003-ra leleplezték, igaz, miután az Iraki Légierő aktivitása jól láthatóan megugrott. 2002. december 23-án két MiG–23ML részt vett egy RQ–1B Predator megsemmisítésében, bár, mivel a drónt nem találták meg, azt egy MiG–25PD lőtte le. Mint utóbb kiderült, az amerikaiak csapdát akartak állítani az iraki vadászgépeknek, a Predatort két FIM–92 Stringer kézi légvédelmi rakétával szerelték fel, de ez nem sikerült, az irakiak voltak a gyorsabbak. Az Iraki szabadság hadművelet előtt napokkal az Iraki Légierő maradékát, talán, hogy túlélje a közelgő következő háborút, szétszerelve elásták a sivatag homokjába, nem ritkán kilométerekre a légibázisoktól, a rezsim megdöntése után pedig már nem volt, aki újra összeszerelje a repülőgépeket, így azok nagyrészt kohóban végezték.

### Líbia

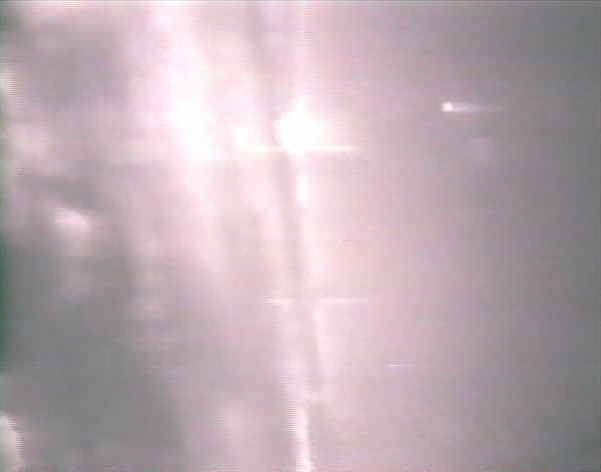
1989. január 4.: líbiai MiG–23-as felett aratott légi győzelem, a Szidrai-öböl felett. Az F–14 kamerájával felvett képen az AIM–9 Sidewinder rakéta robbanása látszik.

Líbia MiG–23-asait szinte mindenütt bevetették, ahova a repülőgépek üzemanyag-készlete a repülést lehetővé tette, valószínűleg többször „egyutas” bevetéseket is repültek, azaz a visszatérésre a pilóták nem is gondolhattak, odavesztek. Az 1974-től beszerzett gépek 1977-ben részt vettek a líbiai-egyiptomi háborúban, ahol egy gépet egyiptomi MiG–21-esek lelőttek, majd 1979-ben, már a tűzszünet megkötése után egy újabbat, szintén egy egyiptomi MiG–21-es, az időközben az Egyesült Államoktól beszerzett AIM–9J Sidewinder rakétával.

#### Az Itavia 870-es járatának katasztrófája, 1980. július 18.
Az Itavia olasz légitársaság Bologna–Palermo járatán közlekedő DC–9–15 repülőgépe 1980. július 18-án este 20 óra 59-kor felrobbant, és a Tirrén-tengerbe zuhant. A gép egy, a törzs elején bekövetkezett robbanásban pusztult el, bár ezt vitatják. 21 nappal később egy líbiai MiG–23 roncsait találták meg Calabria közelében. A DC–9 repülése idején a térségben több líbiai MiG–23 is a környéken volt, melyeket olasz, amerikai és francia vadászgépek próbáltak elfogni. A 2008 nyári bejelentés szerint az eset kivizsgálását újból megkezdték, mert felmerült, hogy az egyik francia vadász véletlenül lőtte le a gépet, a MiG–23-asok üldözése közben.
Az incidens után a Földközi-tenger felett az USAF megnövelte felderítő repüléseinek számát. 1980. szeptember 16-án mintegy 15 MiG–23-as és Mirage F.1-es megtámadta egyik RC–135U rádióelektronikai felderítő repülőgépét. A gép lelövését a gyorsan megérkező amerikai F–4-esek akadályozták meg. Az 1980-as években a Földközi-tenger felett a líbiai és az amerikai vadászgépek konfrontációi rendszeresek voltak.
1986. április 14-én éjjel az El Dorado Canyon hadműveletben az USAF F–111-esei csapást mértek a Tripoli környéki katonai objektumokra, miközben az USN gépei Bengázi környékét támadták. A gépek nagy meglepetést okoztak, a Líbiai légierő elfogóvadászai fel sem tudtak szállni, viszont A–6-osok megsemmisítettek négy álló MiG–23-ast és megrongáltak további tizenkettőt.

#### Csádi polgárháború
A gépeket bevetették Csád 1980-as inváziója során is, elsősorban földi célok támadására, mert a fejletlen országnak gyakorlatilag nem volt legyőzhető légiereje. A gépek időnként áttelepültek az északi országrész líbiai megszállás alatti repülőtereire is. A Manta és Épervier hadműveleteik során a franciák több csapást mértek a Csádban állomásozó líbiai csapatokra, de légi harc nem alakult ki a líbiai és francia repülőgépek között.
Az 1980-as évek végére, a sok könnyű terepjáróval vívott Toyota-háborúkban a jelentős nyugati támogatást kapó csádi hadurak egyre érzékenyebb veszteségeket tudtak okozni, 1987 augusztus végén terepjáróikkal mintegy 110 kilométerre hatoltak be Líbia területére, ahol a Ma'atan Bishrah repülőtéren a Líbiai légierő 26 gépét semmisítették meg, többek között számos MiG–23-ast és egy MiG–25-öst is.
A Lockerbie-i katasztrófa után nem sokkal, 1989. január 4-én MiG–23MF-ek támadtak meg egy F–14 géppárt, valószínűleg azért, hogy a lövöldözés elterelje a katasztrófáról a figyelmet, amelyet hamar összefüggésbe hoztak a líbiai titkosszolgálattal. Az időközben lazábbá vált harcérintkezési szabályok miatt (nem kellett megvárnia az ellenséges tűzmegnyitást) a támadólag fellépő MiG–23-asok ellen az amerikai géppárparancsnok két AIM–7M Sparrow rakétát indított egymás után, de egyik sem talált, majd a kísérőgép még egyet, amivel, még szemből, lelőtte a líbiai géppárparancsnokot. Az időközben szemből elhaladó líbiai géppárkísérőre az amerikai parancsnok, utána fordulva, sikeresen indított egy AIM–9M Sidewindert, amivel lelőtte a második gépet. Az eset után Líbia tiltakozott fegyvertelen felderítőgépei lelövése ellen, de az amerikai videófelvételeken a közelítő gépek alatt jól látszottak az R–23-as rakéták. A líbiai géppár valószínűleg azért nem tudott rakétát indítani, mert a kis repülési magasság miatt a radarjaik által kibocsátott radarhullámok szóródtak a vízen, ezt a gyengébb minőségű szovjet lokátorok nem tudták kiszűrni.

### Angolai polgárháború
Az angolai polgárháborúba már annak 1975-ös kitörése pillanatában beavatkozott Kuba, a marxista MPLA oldalán. Az afrikai országban már az 1970-es években is bevetettek MiG–17-es és MiG–21-es repülőgépeket, jellemzően kubai, kelet-német és román pilótákkal. Az első MiG–23-asok 1984-ben érkeztek, mert a Dél-Afrikai Légierő Mirage F.1-eseivel a MiG–21-esek már nem tudták eredményesen felvenni a harcot. A pilótákat helyben képezték át az új típusra, amelyet emiatt 1987-ig nem is vetettek be éles helyzetben.
Összesen mintegy 80 MiG–23ML és MiG–23UB harcolt Angolában, angolai felségjellel, elsősorban a légi fölény kivívása céljából, de gyakran földi célok elleni bevetéseket is repülve. Legalább egy Mirage F.1-est eltaláltak, 1987. szeptember 27-én, bár a gép le tudott szállni, ezután a Dél-Afrikai Légierő gépei igyekeztek kitérni a kubai MiG–23-asok elől, többnyire sikeresen, a dél-afrikai pilóták ugyanis rendszerint földközelben, vagy sebességgel repültek, így sem az UNITA kézi légvédelmi rakétái miatt magasabban repülő MiG–23-asok, sem az angolai légvédelmi lokátorok nem tudták a gépeket felderíteni. A MiG–23-asok 1987–88 fordulóján Cuito Cuanavale ostrománál fontos szerepet játszottak, a dél-afrikaiak visszavonulása után, 1988. június 27-én 12 gép támadta a Namíbiában a Ruacana-Caleque vízerőművet, leginkább propagandacélból.
Az 1990-es években, a kubai csapatok kivonása után az angolai gépek külföldi (többek között dél-afrikai) zsoldospilótákkal is repültek a folytatódó polgárháborúban, közülük néhány tapasztalt pilóta, vakmerő módon, mindennemű átképzés nélkül szállt fel a bonyolultan repülhető típussal.

### Ogadeni háború
1977-ben a puccsoktól meggyengített Etiópia keleti felén fekvő Ogaden tartományát megszállta a szomszédos Szomália. A konfliktusba beavatkozott Kuba és a korábban Szomáliát támogató Szovjetunió, mindkettő a meggyengült Etiópia oldalán. 1977 novemberétől légihidat szerveztek Addisz-Abebába, és nagy mennyiségű fegyvert, többek között 36 MiG–23BN-t szállítottak. Ezeket az időközben átdobott kubai pilóták repülték, 1978 januárjában már komoly légicsapásokban vettek részt, a szomáliaiakat hamar visszaverték.

### Egyéb események

#### Incidens a szovjet–iráni határon, 1978. június 21.
Irán határai mentén az 1970-es években több incidens történt, ami miatt a szovjet légvédelem külön elfogóvadász-ezredet telepített Türkmenisztánba, az Aşgabat melletti Ak-Tepe légibázisra. Az incidensek közül a legismertebb az 1978. június 21-ei. Reggel 6 óra 21-kor a környék egyik légvédelmi rádiólokátora négy alacsonyan, lassan repülő célt észlelt, melyek Irán felől 15–20 kilométerre behatoltak a szovjet légtérbe, és egy magányos MiG–23M indult azonosításukra. A gép pilótája, A. V. Gyemjanov, a behatolókat szovjet Jak–24 helikopterként azonosította, és visszatért a bázisra. A nem egyértelmű azonosítás miatt (a Jak–24-est az 1950-es években gyártották kis darabszámban és hamar kivonták a hadrendből) a bázis parancsnoka újabb gépet emelt.
A pilóta, Valerij Skinder százados rájött, hogy Iránból behatolt CH–47C Chinook helikopterekről van szó, és tüzet nyitott az időközben menekülésbe kezdő gépekre. A közelebbi géppár tagjaira R–60-as rakétákat indított, mindkettő ugyanabba a gépbe csapódott, amely lezuhant. A második gépet gépágyúval lőtte le, ez sikeres kényszerleszállást hajtott végre. A távolabbi géppárnak sikerült elmenekülnie. Az egyébként nehéz célpontnak számító helikopter lelövéséhez mindössze 72 lőszert használt el, ez nagy hidegvérre utal, a pilóták ugyanis légi harc közben a stressz miatt gyakran megfeledkeznek magukról, és „rátehénkednek a tűzgombra”. Érdekes módon nem lett nemzetközi botrány az incidensből; a szovjetek később ahhoz is hozzájárultak, hogy a kényszerleszállást végzett helikoptert az irániak megjavítsák és hazarepüljenek vele. Az incidens teljes háttere és a helikopterek repülésének oka máig ismeretlen.

#### Belgium, 1989. július 4.
A lengyelországi kołobrzegi repülőtérről gyakorlórepülésre felszállt MiG–23-asnak 130 méteren leállt az utánégetője, ezért pilótája, Szkurigyin ezredes katapultált. A gép repülése ezután stabilizálódott, mert a robotpilóta be volt kapcsolva. A gép nyugati irányban átrepülte Kelet-Németországot, a nyugati határ felett egy amerikai F–15 géppár elfogta, azonosította, de nem lőtte le, mert ez a sűrűn lakott német területek felett kockázatos lett volna. A gép a belga tengerpartig, Kortrijk városig jutott, itt üzemanyaga elfogyott, egy lakóházra zuhant, egy 18 éves fiút maga alá temetve.

### Angol nyelven
- A Federation of American Scientists oldala
- The Mikoyan MiG-23 & MiG-27 "Flogger" – Az Air Vectors típusismertetője
- MiG-23 Flogger
- MiG-23 and MiG-27 (Development, variants, technical)[halott link] – Az ACIG.org fórumának topikja
- MiG-23 and MiG-27 (Development, variants, technical) 2[halott link] – Az ACIG.org fórumának topikja
- MiG-23 (combat experiences)[halott link] – Az ACIG.org fórumának topikja
- MiG-23 (Combat Experiences) Thread II[halott link] – Az ACIG.org fórumának topikja
- Mikoyan-Gurevich MiG-23 (angol nyelven). (Hozzáférés: 2008. november 20.)

### Magyar nyelven
- Típusismertető (magyar)[halott link]
- Magyar Floggerek.
- A plasticwings leírása a magyar Floggerekről.
  - Kővári, László. „A pápai sámánok hátaslova, 1. rész”. Aranysas 2009 (9), 16-20. o. ISSN 1587-9380.
  - Kővári, László. „A pápai sámánok hátaslova, 2. rész”. Aranysas 2009 (10), 54-57. o. ISSN 1587-9380.
  - Kővári, László. „A pápai sámánok hátaslova, 3. rész”. Aranysas 2009 (11), 60-63. o. ISSN 1587-9380.
  - Kővári, László. „A pápai sámánok hátaslova, 4. rész”. Aranysas 2009 (12), 59-63. o. ISSN 1587-9380.
  - Kővári, László. „A pápai sámánok hátaslova, 5. rész”. Aranysas 2010 (1). ISSN 1587-9380.